# DB-Baureihe 111
Die Baureihe 111 ist eine Elektrolokomotiv-Baureihe der Deutschen Bahn. Von den vierachsigen Lokomotiven wurden zwischen 1974 und 1984 insgesamt 227 Maschinen hergestellt. Eingesetzt werden die 160 km/h schnellen Lokomotiven heute vorwiegend im Regional- und Nahverkehr, während bei der Indienststellung auch der schwere Personen-Fernverkehr zu ihrem Aufgabengebiet gehörte. Im Rhein-Ruhr-Gebiet wurde sie in den 1980er Jahren im S-Bahn-Verkehr eingesetzt.

## Geschichte
Die Baureihe 111 ist die Nachfolgerin der Schnellzug-Lokomotiven der Baureihe 110. Da nach deren Produktionsende noch immer Bedarf an schnellfahrenden E-Loks bestand, wurde Anfang der 1970er Jahre von der damaligen Deutschen Bundesbahn entschieden, auf Basis bewährter Teile der Baureihe 110 die Nachfolgereihe 111 zu entwickeln.

Besonderes Augenmerk wurde auf die Verbesserung der Laufruhe bei hohen Geschwindigkeiten durch neue Drehgestelle und verbesserte Arbeitsbedingungen für den Lokführer gelegt. Hierzu wurde vom Bundesbahn-Zentralamt in München und dem Hersteller Krauss-Maffei der DB-Einheitsführerstand entwickelt, der nach ergonomischen Erkenntnissen gestaltet wurde und auch bei anderen Lokomotiven und Steuerwagen zum Einsatz kommt.

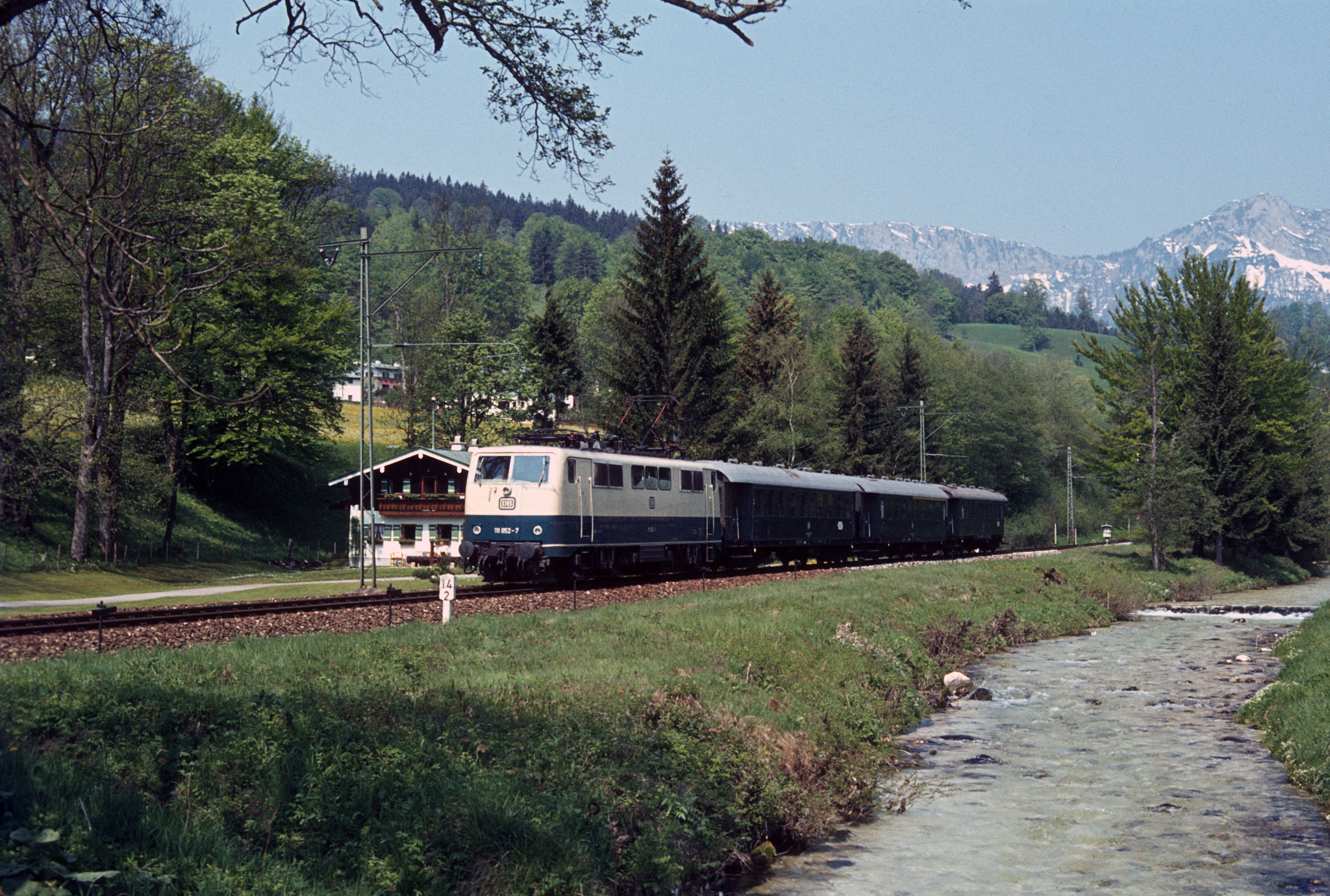
111 052-7 mit dem aus Vorkriegs-Eilzugwagen gebildeten Nahverkehrszug N 5509 in Bischofswiesen an der Bahnstrecke Bad Reichenhall–Berchtesgaden im Frühjahr 1981

Die erste Lokomotive, 111 001, verließ das Krauss-Maffei-Werk im Dezember 1974. Bis 1984 folgten 226 weitere, an deren Bau neben Krauss-Maffei Henschel und Krupp sowie Siemens, AEG und BBC für den elektrischen Teil beteiligt waren. Die letzte Serie wurde von der DB eigentlich gar nicht benötigt, sondern sollte dazu dienen, in der deutschen Lokomotivbau-Industrie Arbeitsplätze zu sichern.
Es gab sechs Bauserien:
- 1. Serie: 111 001–070
- 2. Serie: 111 071–110
- 3. Serie: 111 111–146 (S-Bahn)
- 4. Serie: 111 147–178 (S-Bahn)
- 5. Serie: 111 179–210
- 6. Serie: 111 211–227

Die Baureihe 111 sollte die letzte neu beschaffte E-Lok-Baureihe der Deutschen Bundesbahn in konventioneller Wechselstrom-Technik sein, danach wurden zunächst nur noch Loks mit Drehstrom-Asynchrontechnik beschafft. Die Baureihe 120, die erste deutsche Drehstromlokomotive, war bereits in der Entwicklung. Nach der Wiedervereinigung entschied man sich jedoch 1991, wiederum aus politischen Gründen, zusammen mit der Deutschen Reichsbahn noch die Baureihe 112.1 in konventioneller Technik zu beschaffen.

### S-Bahn-Verkehr

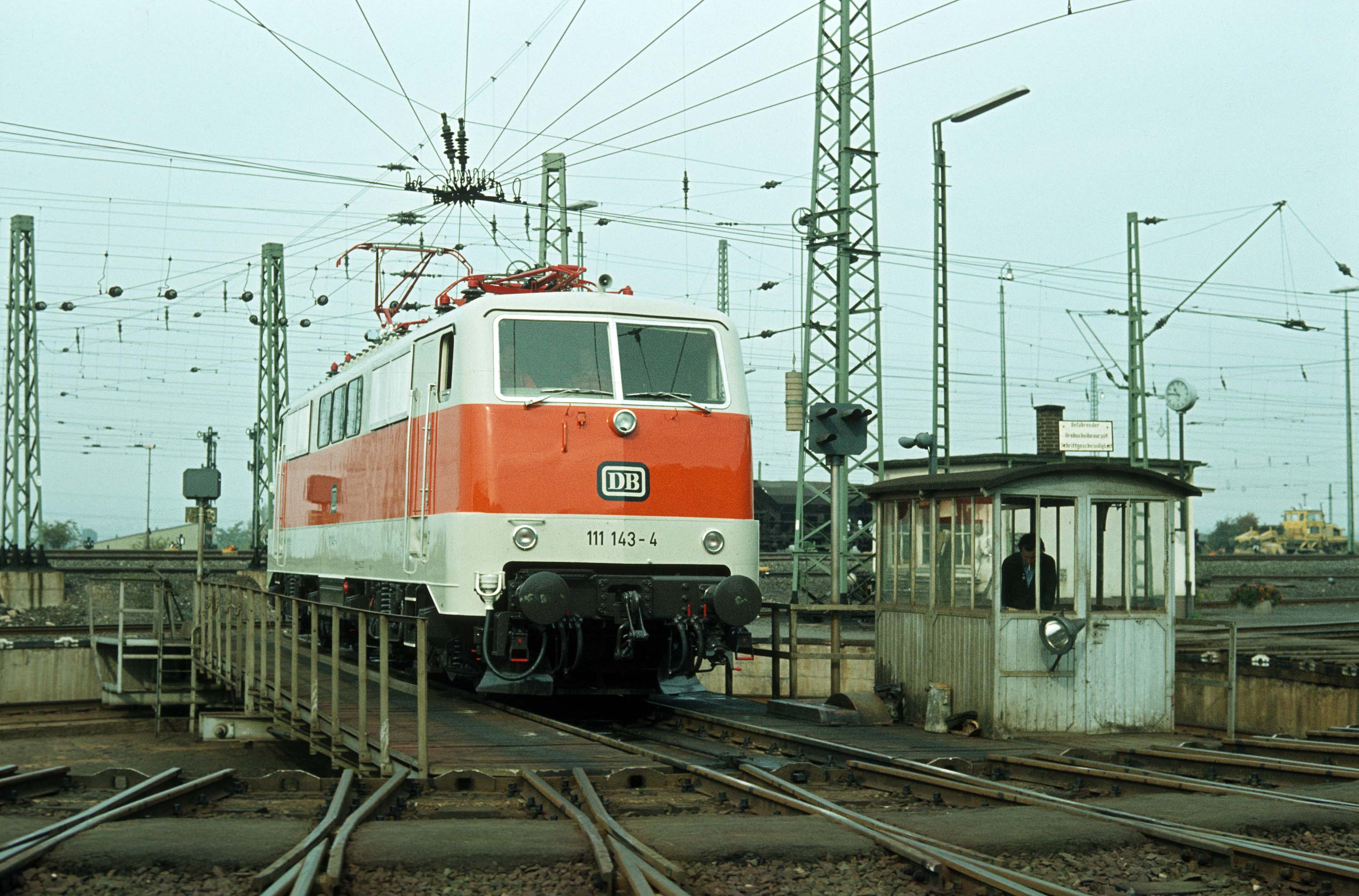
111 143-4 auf Werksprobefahrt von Kassel in das Bahnbetriebswerk Gießen Anfang November 1979. Die Abnahme der Lok durch die DB erfolgte am 12. November 1979 im AW München-Freimann

Für die S-Bahn Rhein-Ruhr sollten neue Züge mit Toiletten und mehr Komfort für Langstrecken beschafft werden, und aus industriepolitischen Gründen sollte die deutsche Lokomotivbauindustrie bis zum Erscheinen der Baureihe 120 mit einem „Minimalprogramm“ beschäftigt werden. Deshalb wurde 1979 entschieden, anstelle einer geplanten Version der Baureihe 420/421 (422), die als Triebzüge mit Toiletten beschafft worden wären, die x-Wagen zu konstruieren und mit der Baureihe 111 als lokbespannte Wendezüge einzusetzen. Die Lokomotiven 111 111 bis 111 188 wurden daher ab Werk in den damals aktuellen S-Bahn-Farben reinorange/kieselgrau – der sogenannten Pop-Lackierung – gestrichen und mit Rollbandanzeigen sowie der, erstmals verwendeten, zeitmultiplexen Wendezugsteuerung über die IS-Leitung des Zuges ausgestattet. Außerdem bekamen sie Mikrofone für Zugansagen und Bedien- und Überwachungseinrichtungen für die Türsteuerungsanlage.
Diese Loks wurden zur Unterscheidung von den anderen 111ern intern als Baureihe 113 geführt, und es gab Überlegungen, sie offiziell umzuzeichnen. Seitdem alle 111er vornehmlich im Regionalverkehr eingesetzt werden und daher auch die restlichen 111er mit Wendezugsteuerung ausgerüstet wurden, ist die Notwendigkeit zur Unterscheidung weggefallen.
Für den S-Bahn-Verkehr war die lange Getriebeübersetzung der 111 eigentlich ungünstig. 111 166 lief ab Ende 1987 versuchsweise mit Getrieben der DB-Baureihe 151 und auf 120 km/h begrenzter Höchstgeschwindigkeit. Davon erhoffte man sich bessere Beschleunigung und weniger Verschleiß durch Bürstenfeuer. Zu einem Umbau der im S-Bahn-Dienst stehenden 111er kam es danach allerdings nicht.

### Fernverkehr
Im gleichen Jahr 1979 wurde beim InterCity die zweite Wagenklasse eingeführt, um ihm zu größerem wirtschaftlichen Erfolg zu verhelfen. Zusätzlich sollte das InterCity-Netz erweitert und auf den wichtigsten Linien im Stundentakt gefahren werden. Es war bereits bekannt, dass die als reine Hochgeschwindigkeits-Lokomotive gebaute Baureihe 103 im mittleren Geschwindigkeitsbereich von 140 km/h bis 160 km/h zu Problemen neigte: Auf den Einsatz vor langsamen, aber schweren Zügen reagierten die hochgezüchteten Motoren der Baureihe 103 mit starkem Verschleiß. Zudem waren die 145 Exemplare der 103 zahlenmäßig zu wenig. Jetzt zahlte sich aus, dass man bei der Baureihe 111 konsequent die Laufgüte der Drehgestelle optimiert hatte und leistungsmäßig noch Luft nach oben hatte. Ab Mai 1980 wurde die zulässige Höchstgeschwindigkeit aller 111er von bisher 150 km/h auf 160 km/h heraufgesetzt, fortan kamen sie auch vor InterCity-Zügen (z. T. in Doppeltraktion) zum Einsatz.
Im Übrigen bespannten die Loks der Baureihe 111 südlich von München die Intercity-Züge, die über das IC-Stammnetz hinaus weiter in die oberbayerischen und österreichischen Fremdenverkehrsgebiete geführt wurden, zum Beispiel den Intercity Karwendel.
111 049 wurde in Sonderlackierung für den Lufthansa-Airport-Express zwischen den Flughäfen Frankfurt und Stuttgart eingesetzt.
Mit der Einführung des Interregio wurden eine ganze Reihe dieser Verbindungen mit Lokomotiven der Baureihe 111 bespannt, vornehmlich auf den Linien, bei denen die Höchstgeschwindigkeit 160 km/h nicht überstieg.
Seit dem Fahrplanwechsel im Dezember 2024 befördert die Baureihe 111 das IC-Zugpaar 2083/2082 auf den Bahnstrecken Freilassing–Bad Reichenhall und Bad Reichenhall–Berchtesgaden. Zwei Lokomotiven der Baureihe 111 aus dem Mietpool von DB Gebrauchtzug übernehmen bzw. übergeben den Zug im Bahnhof Freilassing von/an Lokomotiven der Baureihe 101. Der morgendliche und abendliche RE 2191/2192 wird ebenfalls mit der Baureihe 111 bespannt, allerdings nicht wie der IC 2082/2083 in Mehrfachtraktion, sondern als Sandwich.

### Ausmusterungen

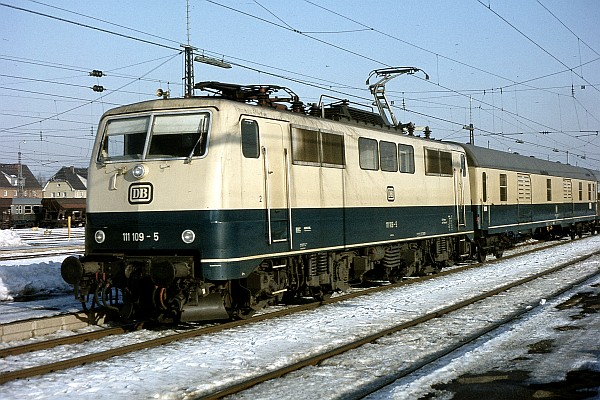
111 109 am 30. Januar 1981 in Freilassing

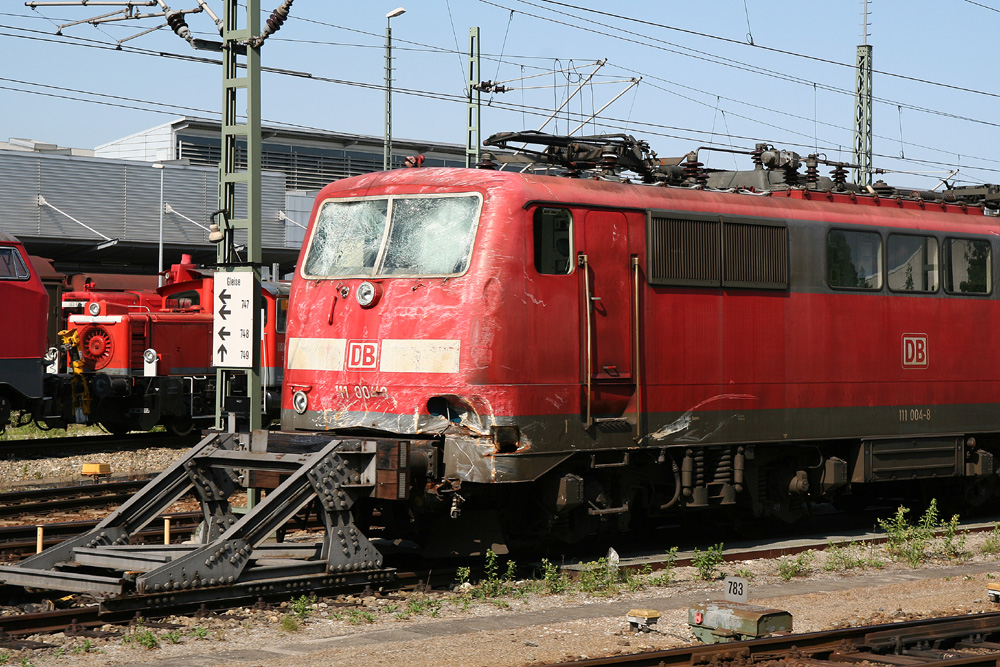
Bei Eschenlohe verunglückte 111 004 im Juni 2007 im Betriebswerk München Hbf

1981 kam es in Österreich zu einem schweren Unfall, infolge dessen die erst drei Jahre alte 111 109 so schwer beschädigt wurde, dass sie noch an Ort und Stelle zerlegt wurde. Sie war lange Zeit der einzige Abgang im Bestand der Baureihe 111.
111 004 stieß am 24. November 2006 auf einem Bahnübergang bei Eschenlohe mit einem Lastkraftwagen zusammen, der diesen zum Wenden mitbenutzte; ihre Wiederaufarbeitung wurde aus wirtschaftlichen Gründen abgelehnt. Die über 30 Jahre alte Maschine war lange Zeit im Bahnbetriebswerk München Hbf z-gestellt und wurde am 30. Mai 2008 verschrottet.
Am 16. Juni 2010 gegen 23:30 Uhr stieß die 111 090, die einen Regional-Express zog, in Peine in Niedersachsen mit mehreren entgleisten Güterwagen zusammen. Durch die Wucht durchbrach die Lok eine Lärmschutzwand und blieb im Garten eines Mehrfamilienhauses liegen. Bei dem Unfall wurden 15 Fahrgäste leicht sowie der Lokführer schwer verletzt. Die Lok wurde dabei so stark beschädigt, dass sie am 28. Juni 2010 z-gestellt und nach Abschluss der Unfallermittlungen in Peine zerlegt wurde.
111 154 war an einem Rangierunfall in Aachen beteiligt und wurde am 12. Mai 2012 in ihrem Heimatwerk Köln verschrottet. Da die Lok als nicht mehr lauffähig befunden wurde, konnte sie nicht mehr zum sonst üblichen Zerlegeort in Opladen überführt werden.
Mit der z-Stellung der Münchner 111 034 am 16. April 2012 aufgrund von Fristablauf begann die reguläre Ausmusterung der Baureihe 111. Zwar wurde noch eine Reaktivierung erwogen, bei der anstehenden Hauptuntersuchung wurden aber starke Rahmenschäden festgestellt, sodass diese abgebrochen wurde. Die Lokomotive wurde am 13. August 2012 durch die MEG-Lok 315 nach Opladen zur Recycling-Firma Bender zur Verschrottung überführt.
Im Frühjahr 2012 wurde 111 001 ausgemustert und ins DB Museum Koblenz nach Koblenz-Lützel überführt, wo sie fortan Museumslokomotive ist.
111 006 wurde am 16. Juli 2013 im Betriebsbahnhof Pasing durch einen Brand zerstört. Ursache war vermutlich ein technischer Defekt am Transformator. Nach Schleppen in das Bw München Hbf und Entnahme von Ersatzteilen wurde der mittlerweile stark rostende Rest der Lok am 15. Oktober für die Verschrottung zur Firma Thyssen Dück nach Aubing überführt. Der Gleisanschluss befindet sich zwischen dem Brandort im Betriebsbahnhofes Pasing und dem Wagenwerk Pasing.
Ende des Jahres 2012 wurden mehrere Loks dieser Baureihe mit Fristablauf abgestellt. Im Laufe des Jahres 2013 wurde mit der Verschrottung erster Loks begonnen. Allerdings bekamen 2014 einige Loks, vor allem in Nordrhein-Westfalen, noch Hauptuntersuchungen. Manche Maschinen werden auch bei Fristablauf nach Hamm (Westf) zum Stillstandsmanagement überführt.
Im September 2017 wurden 111 210, 215 und 222 an das Eisenbahnunternehmen RailAdventure verkauft. Im Ausbesserungswerk Dessau erhielten die drei Maschinen eine Hauptuntersuchung und wurden im Laufe des Jahres 2018 in den Betriebsdienst übergeben.

### Einsatz in der jüngeren Zeit

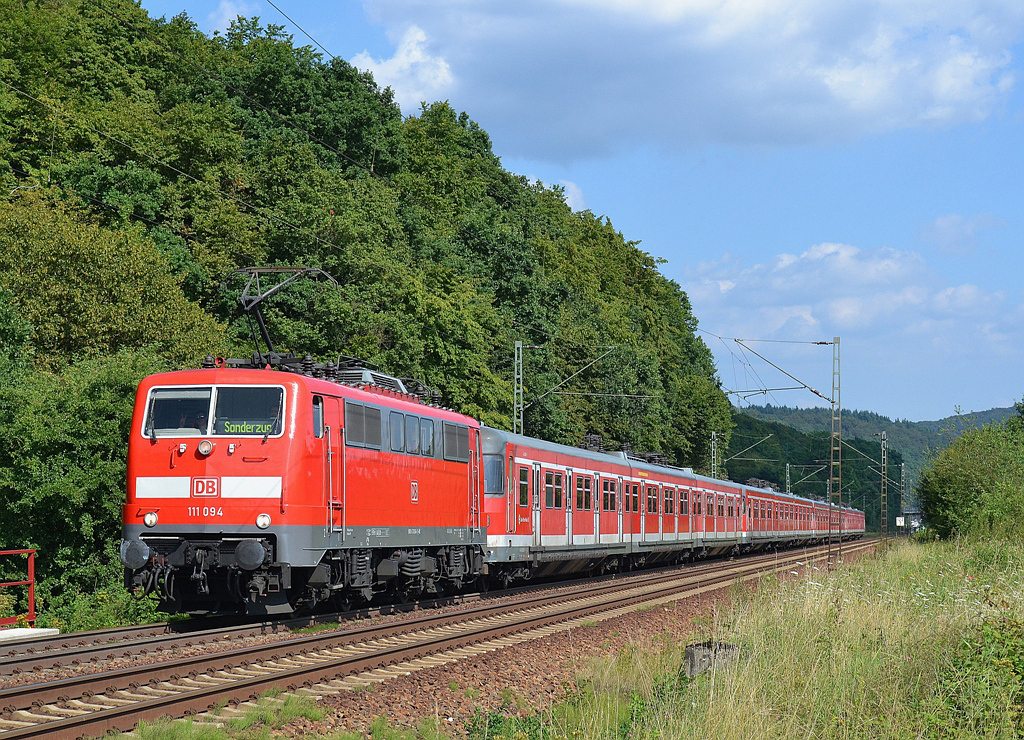
111 094 überführt vier Triebzüge der Baureihe 420 der S-Bahn Rhein-Main zum Stillstandsmanagement nach Hamm Rbf

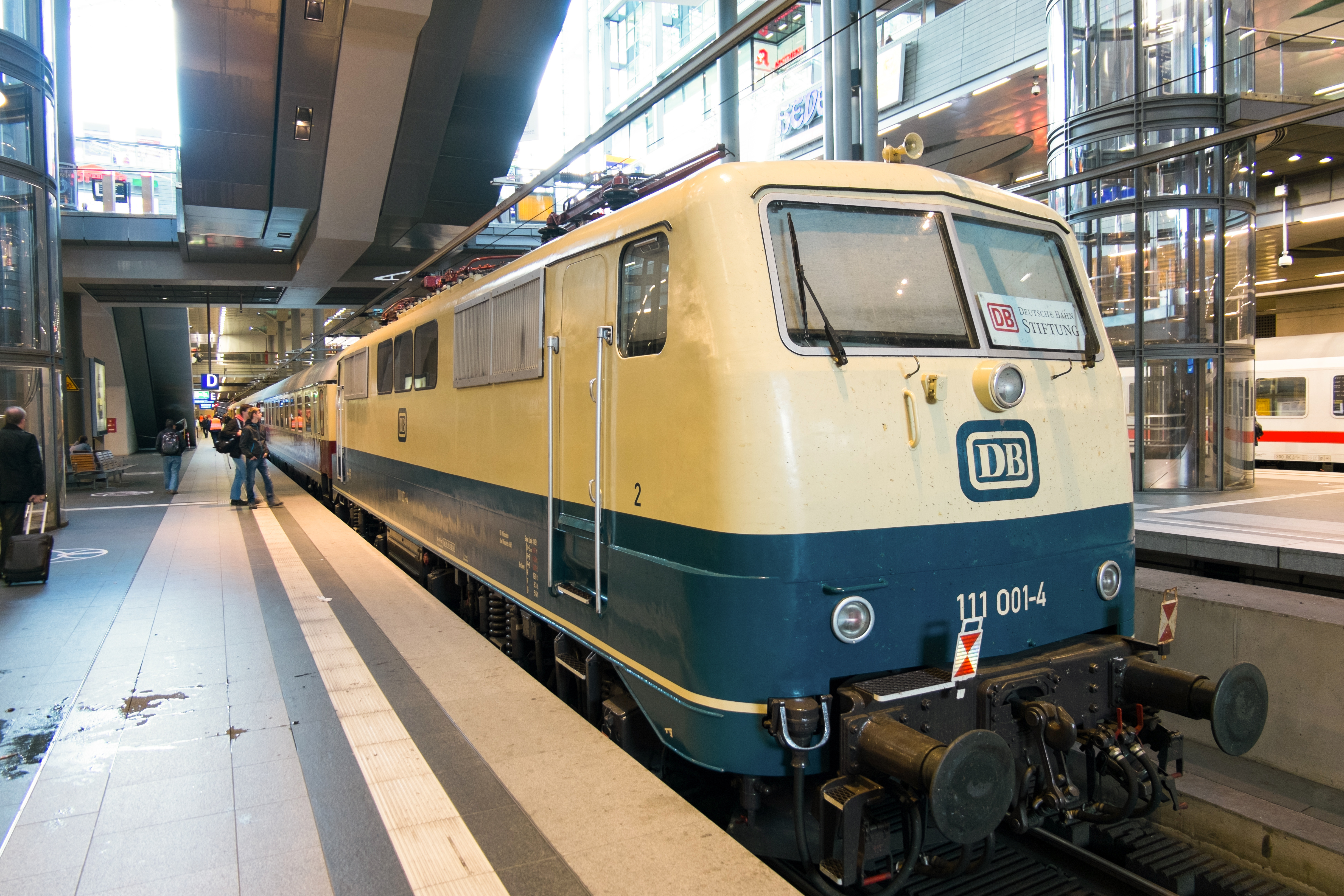
111 001-4 mit dem Rheingold

Nach der dritten Stufe der Bahnreform wurde die Baureihe 111 DB Regio zugeordnet, so dass sich ihr Einsatz zunehmend auf den Regionalverkehr konzentrierte. Etwa ab 1998 gingen die Einsätze im Fernverkehr insbesondere mit Interregio-Zügen stark zurück. Im S-Bahn-Verkehr wurde die 111 beginnend ab 1993 nach und nach durch für diese Zwecke umgerüstete Lokomotiven der Baureihe 143 der Deutschen Reichsbahn ersetzt; die letzten 111er konnten jedoch erst im Juni 1997 aus dem S-Bahn-Dienst freigesetzt werden. Von Dezember 2010 bis Anfang 2013 setzte die S-Bahn Nürnberg wieder 111er als Ersatz für die noch nicht zugelassenen Triebzüge der Baureihe 442 in ihrem Netz ein. Einsätze vor Güterzügen waren bei der Baureihe 111, abgesehen von ihren ersten Betriebsjahren, schon immer eine Ausnahme. In den letzten Jahren fanden keine Einsätze im Güterverkehr mehr statt. Vereinzelt werden allerdings Kesselwagen-Ganzzüge in Doppeltraktion auf der Residenzbahn in Richtung Karlsruhe befördert.
Insbesondere mit den ab Anfang der 1990er Jahre in großer Zahl gelieferten Doppelstockwagen prägte die Baureihe 111 einige Jahre lang den Schienenpersonennahverkehr auf Hauptstrecken. Später wurden diese Leistungen an neu angelieferte Lokomotiven der Baureihe 146 sowie an andernorts frei gewordene Loks der Baureihe 114 abgegeben. Immer wieder profitiert sie dabei von ihrer technischen Vielseitigkeit und ihrer zulässigen Höchstgeschwindigkeit, welche ihre Einsatzmöglichkeiten beträchtlich erweitern. Seit Ende 2009 ist die Baureihe in Ludwigshafen stationiert.
Eine Ablösung der Baureihe 111 war lange nicht in Sicht, da Freisetzungen durch neu angelieferte Lokomotiven der Baureihe 146 zunächst nur Leistungsverschiebungen zu Ungunsten anderer Fahrzeugbaureihen – der Baureihe 141 und der Vorgänger-Baureihe 110, zuletzt der Baureihe 143 – zur Folge hatten. Seit Anfang 2013 wurden viele Lokomotiven bei Fristablauf ausgemustert und verschrottet. Mit dem Ende des Einsatzes auf dem Wupper-Express (RE 4) in Nordrhein-Westfalen wird das Bahnbetriebswerk München Hbf – jenes, das die Baureihe 111 als erstes beheimatete, – noch bis voraussichtlich 2026 zum Auslauf-Betriebswerk dieser Baureihe. Weitere Maschinen kommen seit 2021 auf der Gäubahn in Baden-Württemberg mit einem Freizeit-Express zum Einsatz. Zudem sollen die drei beim Wupper-Express freigesetzten Maschinen 111 125, 111 169 und 111 012 in Baden-Württemberg für Sonderverkehre vorgehalten werden.

## Konstruktion

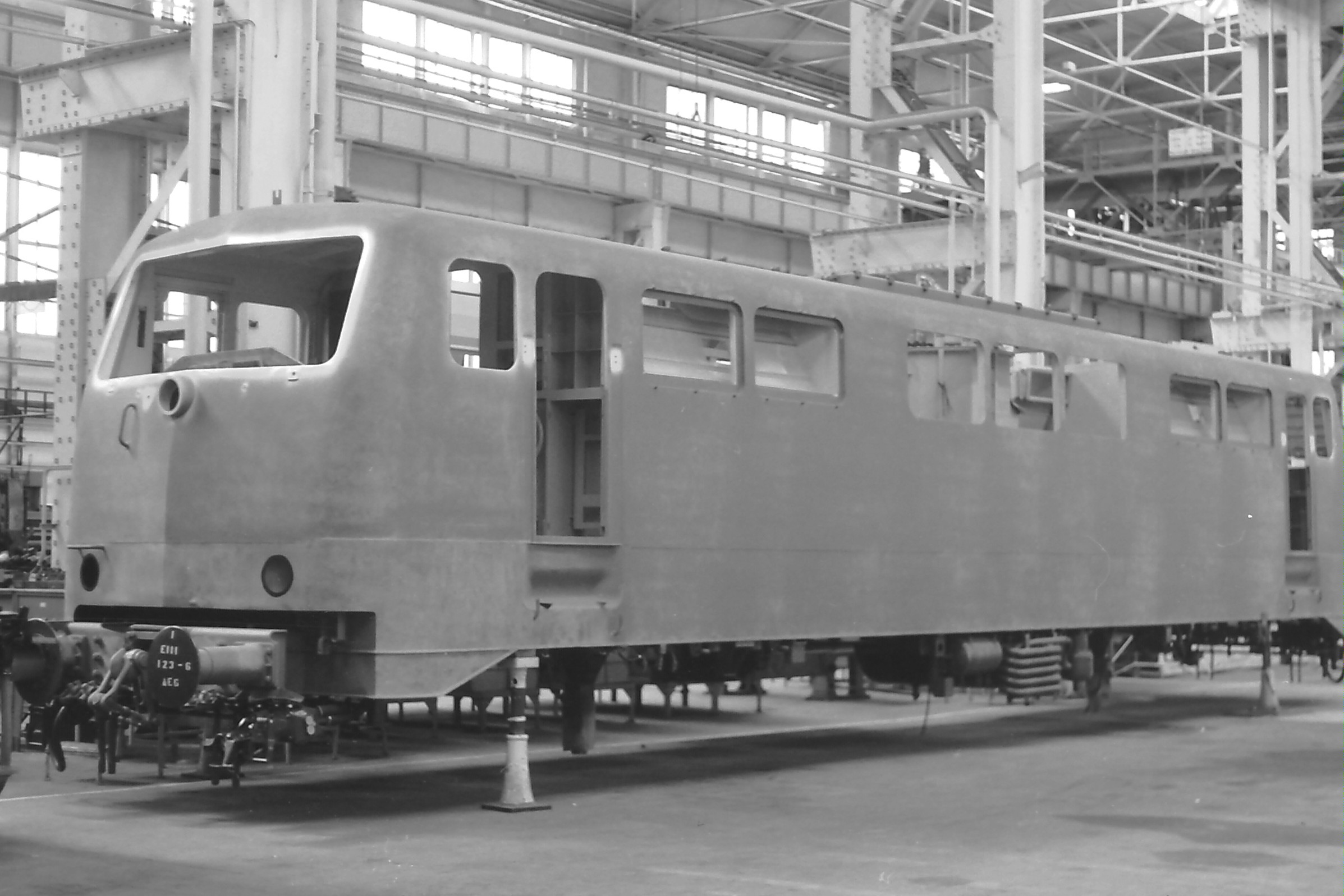
Bau der 111 123 bei Krupp, ausgestellt am Tag der offenen Tür am 2. September 1978

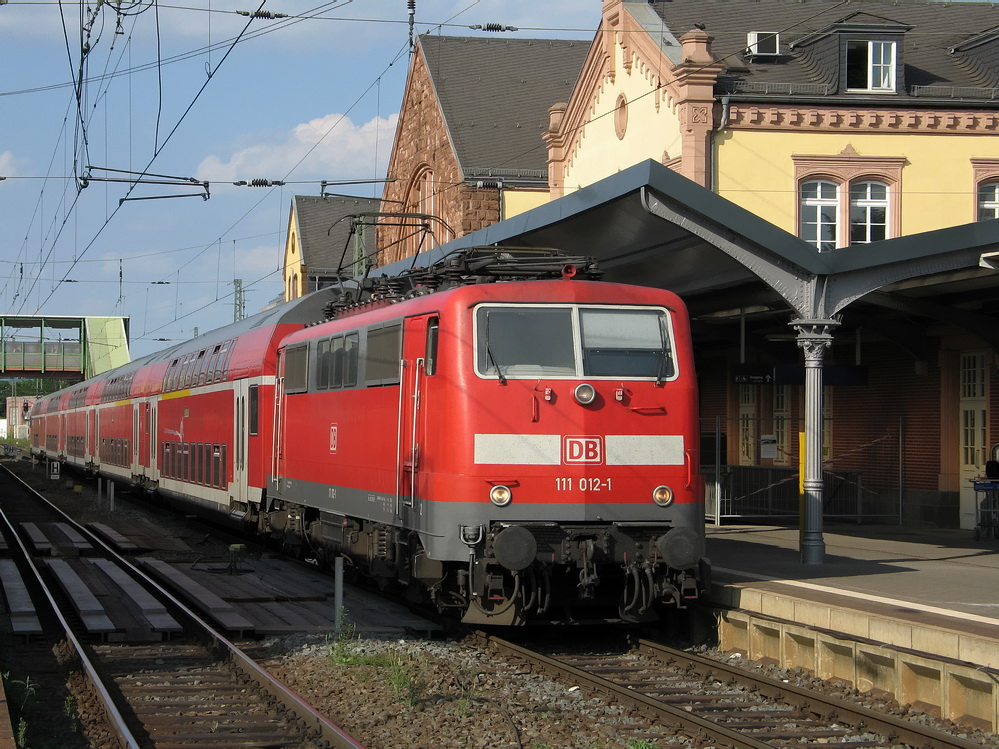
111 012 mit DBS54 in Gießen

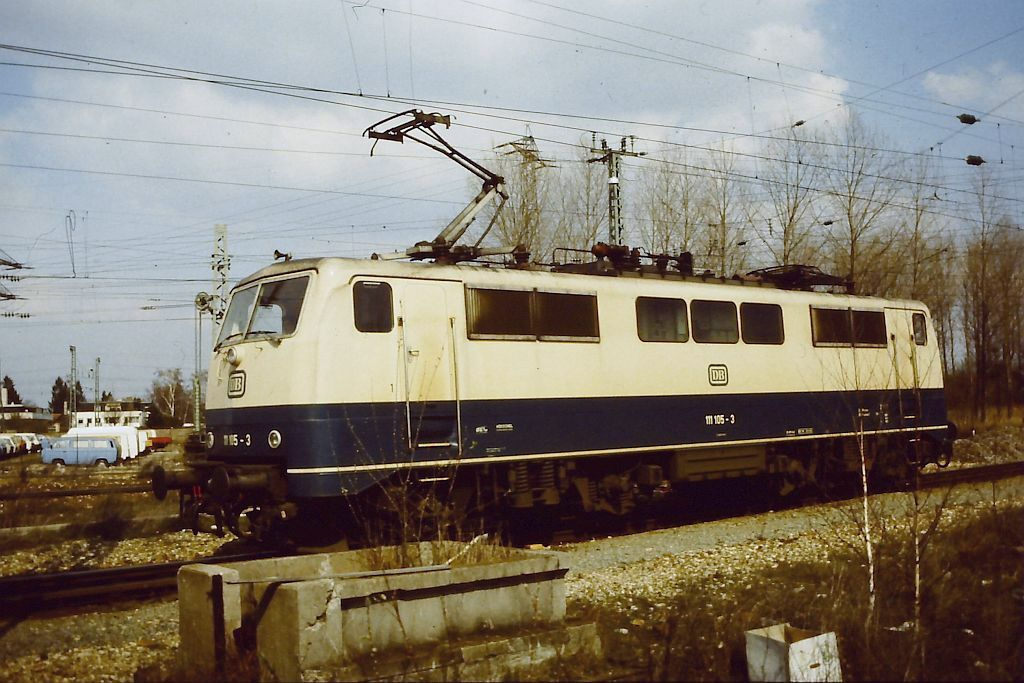
111 105 mit WBL79 in München

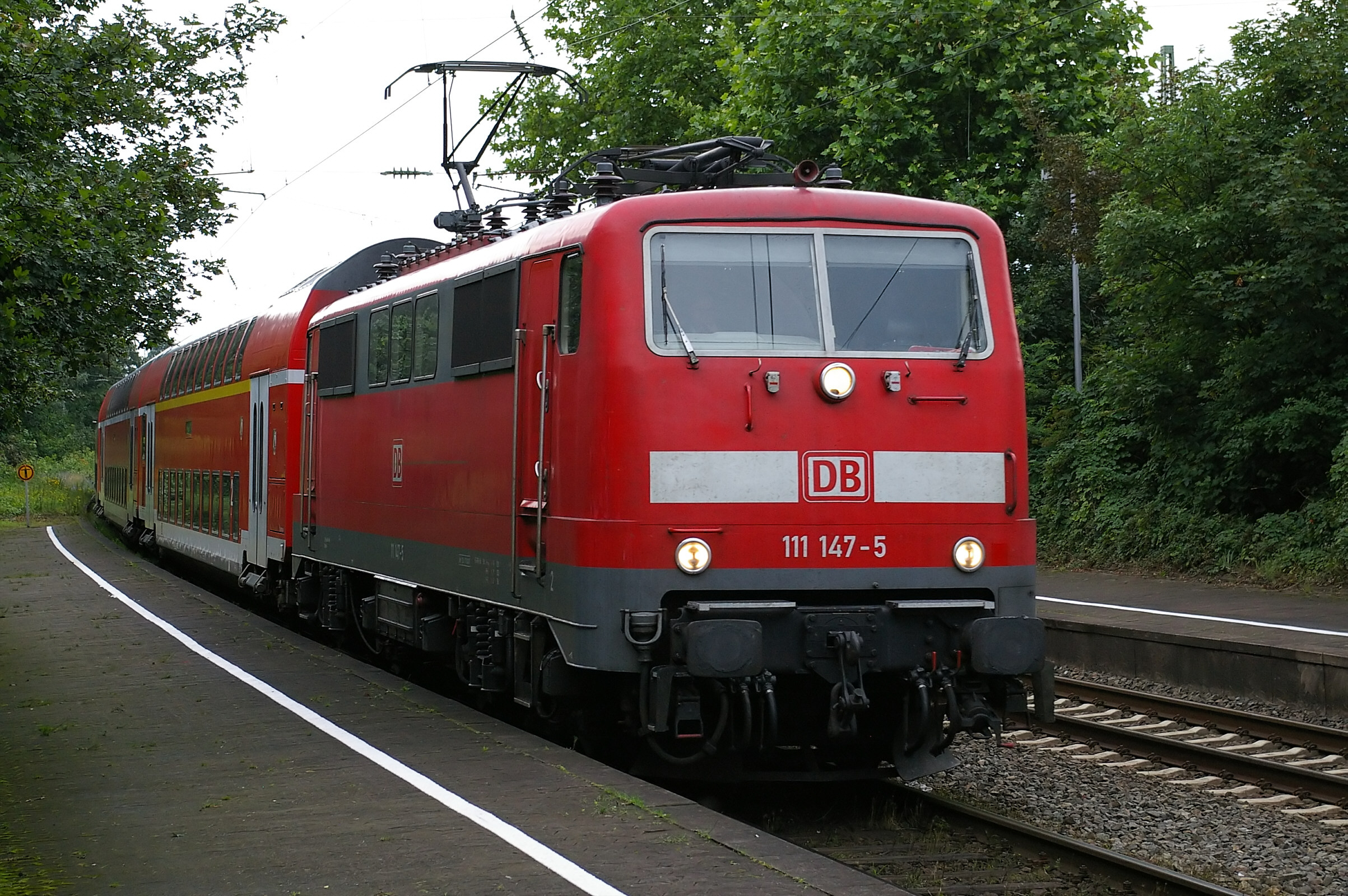
111 147 mit SBS65 in Castrop-Rauxel

Die Konstruktion der Baureihe 111 lehnt sich im Wesentlichen an die der Baureihe 110 an, wurde jedoch in Teilen entscheidend verbessert bzw. erweitert. Im mechanischen Teil ist dabei insbesondere auf die neuartigen Drehgestelle zu verweisen; die Radsätze werden hierin über Lemniskatenlenker geführt. Für die Abstützung des Lokkastens kommen Flexicoilfedern zum Einsatz. Im elektrischen Teil der Baureihe 111 wurden die Fahrmotoren WB 372 der Baureihen 110 und 140 und deren Transformator weiterverwendet. Nachdem die Antriebskräfte ursprünglich über einen Gummiring-Kardanantrieb ähnlich dem der Baureihe 103 übertragen werden sollten, blieb man nach Versuchen mit der dazu umgebauten 110 466 beim bewährten Gummiringfederantrieb der Baureihe 110, da der Antrieb der Baureihe 103 erst jenseits von 160 km/h wesentliche Vorteile hatte.
Auf dem Dach waren die neuen Einholm-Stromabnehmer Bauart SBS 65 vorgesehen, welche jedoch bei den Maschinen der ersten bis dritten Serie (111 001–146) nur zum Teil verwendet wurden und von vor der Auslieferung stehenden 111 abgebaut und durch auf BR 103 eingesetzten, bei hohen Geschwindigkeiten störungsanfälligen Scherenstromabnehmern der Bauart DBS 54 mit Wanisch-Wippe ersetzt wurden, da die für höhere Geschwindigkeiten geeigneten Einholmstromabnehmer für die Baureihe 103 benötigt wurden. Deshalb fahren Loks der ersten Serien teilweise bis heute mit Scherenstromabnehmern DBS 54a. Ab 111 147 wurde ausnahmslos der SBS 65 verwendet, ab der fünften Bauserie (ab 111 179) dessen Weiterentwicklung SBS 81. Bei den vier Maschinen 111 103–105 und 109 wurde Anfang der 1980er Jahre mit dem WBL 79 ein neuer Stromabnehmer getestet, der anders als alle bis dahin verwendeten Einholmstromabnehmer sein Gelenk zur Lokmitte hin gerichtet hatte.
Die Platzierung des Trafos aufrecht in der Mitte des Maschinenraums wurde beibehalten, die Aufteilung des Maschinenraums jedoch so modifiziert, dass es vor und hinter dem Transformator nur einen mittigen Maschinenraumgang gibt. Die Schaltung der Fahrmotoren erfolgt in bewährter Manier hochspannungsseitig mittels elektromotorisch betriebenen Schaltwerk in 28 Fahrstufen über Thyristor-Lastschalter. Die Motoren können als elektrische Bremse genutzt werden, sie arbeiten dann jeder auf einen eigenen Bremswiderstand. Bremsleistung und Bremskraft konnten im Vergleich zur Baureihe 110 gesteigert werden. Die entstehende Wärme wird über Dachlüfter abgeführt, welche nun vom Bremsstrom angetrieben werden. Geregelt wird die Bremse über einen Hallgenerator, wie er bereits bei der letzten 110er-Serie zum Einsatz kam. Neben der elektrischen Bremse sind eine mehrlösige Druckluftbremse, eine pneumatische, direkt wirkende Zusatzbremse sowie je Drehgestell eine Spindelhandbremse vorhanden. Bei Betriebsbremsungen werden über das Führerbremsventil die indirekte und über den gekuppelt mitgeführten Bremssteller die elektrische Bremse angesteuert, mit deren Wirksamkeit die indirekte Druckluftbremse der Lok deaktiviert wird. Lediglich bei Schnellbremsungen wirken sowohl Druckluft- wie auch die elektrische Bremse. Fällt die elektrische Bremse aus, steht sofort in vollem Umfang die indirekte Druckluftbremse zur Verfügung. Gegenwärtig wird bei den 111ern ein elektronischer Gleitschutz nachgerüstet, welcher sowohl auf die Druckluft- wie die elektrische Bremse wirkt, nachdem die 111 in den Herbstmonaten stets zur Flachstellenbildung neigte.
Das Steuerkonzept und die Hauptstromkreise wurden gegenüber der letzten 110-Serie kaum verändert, jedoch ermöglicht das neu hinzugekommene und zuvor schon in den Baureihen 103 und 151 verwendete Grenzwertüberwachungsgerät eine wesentlich komfortablere Bedienung der 111. Die Lok lässt sich damit wahlweise über eine Impulssteuerung (Auf-Ab-Steuerung) oder eine elektronische Zugkraftregelung steuern. Diese Z-Steuerung sorgt dafür, dass die vorgewählte Motorzugkraft bei steigender Fahrgeschwindigkeit ohne weitere Eingriffe des Triebfahrzeugführers annähernd konstant gehalten bzw. leicht reduziert wird, denn bei steigender Geschwindigkeit verringert sich der Reibwert zwischen Rad und Schiene etwas.  Das auch als „Anfahrüberwachung“ bezeichnete Grenzwertüberwachungsgerät sorgt durch Schaltwerkseingriff weiterhin dafür, dass die zulässigen Maximalwerte für Motor- und Oberstrom sowie Fahrmotorspannung eingehalten werden. In die Anfahrüberwachung integriert ist ein selbsttätiger Schleuderschutz, welcher bei niedrigen Haftwerten und Schleuderneigung auf das Schaltwerk und die Schleuderschutzbremse wirkt. 

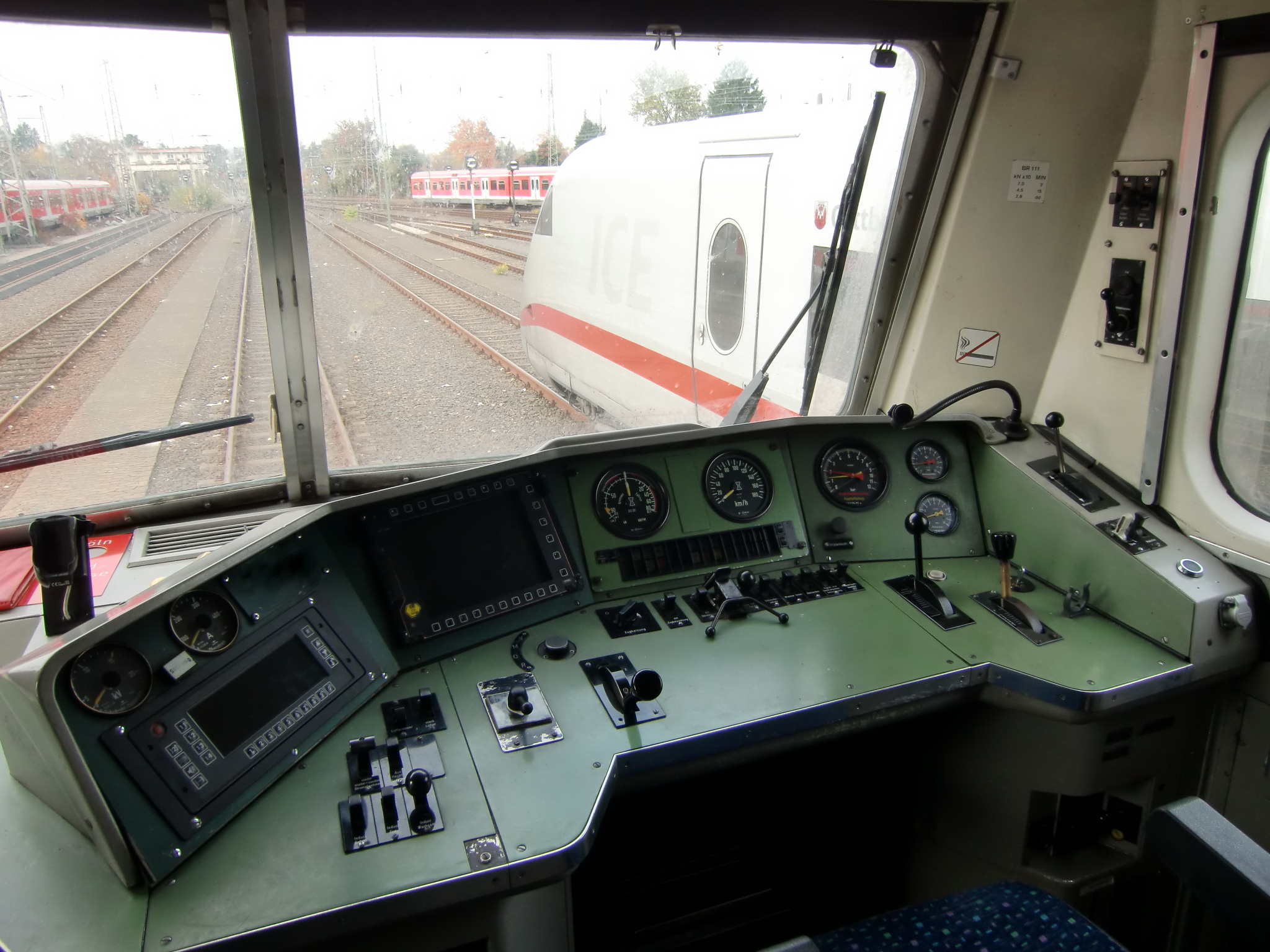
Führerstand

Sämtliche Maschinen verfügen über die konventionelle Wendezug- und Doppeltraktionssteuerung über das 36-polige Steuerkabel. Die für den S-Bahn-Verkehr vorgesehenen 111 111–188 erhielten teils ab Werk, teils erst später die dafür benötigte zeitmultiplexe Wendezugsteuerung (ZWS) sowie eine Funktionserweiterung (ZWS-Zusatz) zur Steuerung von Funktionen des Wagenzuges, die heutige frequenzmultiplexe Zugsteuerung (FMZ). Für die Bespannung von Doppelstockzügen in Triebkopftraktion erhielten einige ehemalige S-Bahn-Maschinen Mitte der 90er Jahre die zeitmultiplexe Doppeltraktionssteuerung (ZDS). Mittlerweile wurden auch fast alle anderen 111er mit ZWS/ZDS und FMZ sowie zum Teil mit Fahrgastinformationssystemen nachgerüstet. Die Vorserien-Loks 001 bis 005 hatten ab Anlieferung eine Automatische Fahr- und Bremssteuerung.

Führerstand mit LZB

Ab Werk war Punktförmige Zugbeeinflussung der Bauform I 60 vorhanden. Da diese auf Relais-Schaltungen basierende Anlage die Geschwindigkeiten nur zeitabhängig überwacht, war bei Einsätzen der so ausgerüsteten Lokomotiven mit mehr als 140 km/h immer die Besetzung mit einem zusätzlichen Triebfahrzeugbegleiter erforderlich. Um dieses Personal einsparen zu können und die Sicherheit zu erhöhen, wurde eine Zugbeeinflussungsanlage in Rechnertechnik entwickelt, die I 60 R. Sie überwacht die Fahrweise des Triebfahrzeugführers wegabhängig und kann daher frühzeitiger auf eine drohende Signalüberfahrung reagieren. Erprobung und Sicherheitsnachweis erfolgten Anfang der 1990er Jahre auf den Loks 111 210 bis 219. Mit der neuen Zugbeeinflussung wurden danach als erste die im 160-km/h-Einsatz stehenden 111 des Betriebswerks Frankfurt ausgerüstet. Einige wenige 111er (055 bis 066) verfügen auch über die Linienzugbeeinflussung LZB 80.

## Farbvarianten

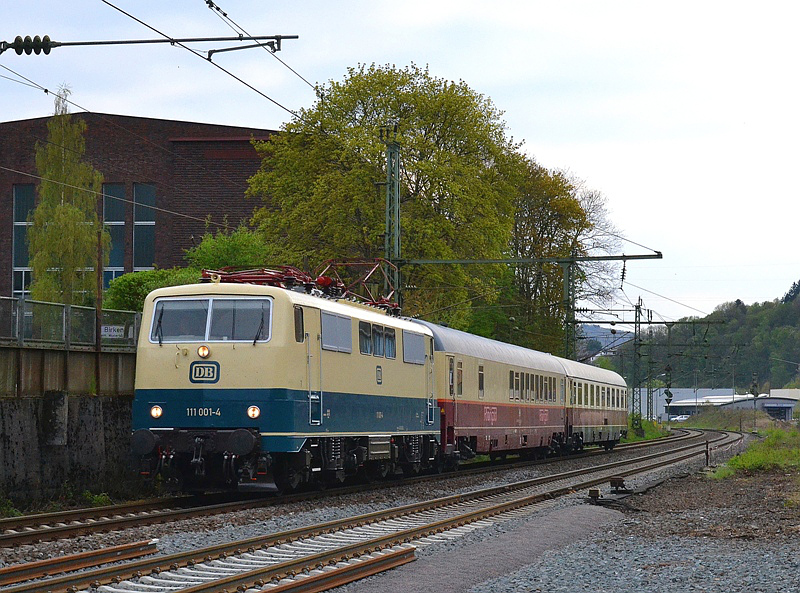
Ozeanblau-beige lackierte Museumslokomotive 111 001 mit Sonderzug auf der Siegstrecke

Die Baureihe 111 hat in ihrem über 40-jährigen Einsatz mehrere Farbvarianten erlebt. Bei Auslieferung wurden die 111er-Lokomotiven in der damals üblichen Farbgebung in ozeanblau-beige geliefert.
Die der S-Bahn Rhein-Ruhr zugeteilten Maschinen 111 111 bis 111 188 wurden direkt in der S-Bahn-Lackierung in reinorange (RAL 2004) und kieselgrau in Dienst gestellt.
Das neue, rote Farbschema der DB wurde zunächst 1985 an zwei Münchener 111 (068 und 069) getestet, an ihnen wurde dieses neue Farbschema für alle DB-Lokomotiven schließlich ausgesucht. In der Folge wurden nach und nach die ozeanblau/beigen Maschinen im Rahmen ihrer Hauptuntersuchungen in das Ende 1987 eingeführte orientrote Farbschema (RAL 3031) mit weißem Lätzchen als Kontrastfläche umgespritzt. Allerdings blieb die ozeanblau-beige Lackierung bis zur Jahrtausendwende die dominante; das orientrote Farbkonzept setzte sich bei der Baureihe 111 dagegen kaum durch.
Mit dem neuen verkehrsroten Farbschema verschwanden die ozeanblau-beigen, orientroten und die in S-Bahn-Farben lackierten 111 ab Ende der 1990er Jahre allmählich. Eine Ausnahme stellen die vier Loks 111 156, 158, 175 und 176 dar, deren S-Bahn-Lackierung modernisiert wurde: Statt des reinorangenen Anstrichs wurde bei diesen S-Bahn-111ern die Bauchbinde verkehrsrot gestaltet. Die Lokomotiven waren so mehrere Jahre eingesetzt. Heute sind die Loks der Baureihe 111 (auch alle ehemaligen S-Bahn-Maschinen) fast alle im aktuellen verkehrsroten Farbschema anzutreffen.
Nach dem Verkauf an die DB Netz AG wurde 111 059 goldgelb (RAL 1004) mit basaltgrauer (RAL 7012) Kontrastfläche lackiert.
111 049 fuhr Anfang der 1990er Jahre als Zuglokomotive des Lufthansa-Airport-Express in den Lufthansa-Farben gelb-hellgrau. 111 030, die sogenannte Vampirlok, lief bis 2005 mit einer Ganzreklame (blau mit Schriftzug Tanz der Vampire).
Zum 850. Geburtstag der Stadt München wurde am 30. Mai 2008 die 111 027 in einer Jubiläumslackierung der Öffentlichkeit vorgestellt. Die silberfarbene Lok zeigt u. a. Abbildungen des Münchner Kindls und der Türme der Frauenkirche. Geplant war der Einsatz im DB Regio-Netz in Südbayern auf den Strecken nach Rosenheim, Traunstein, Mittenwald, Augsburg und Ulm. In jüngster Zeit sind in Bayern fünf 111-Werbeloks mit Werbung für die Bayerische Eisenbahngesellschaft („Bahnland Bayern“), den Deutschen Alpenverein („Mit der Bahn in die Berge“), den ADAC Automobilclub und Pannenhilfe, den Bayerischen Bierbrauerverband („500 Jahre Reinheitsgebot“) und die Bewerbung für die Olympischen Winterspiele 2018 in München unterwegs.
Ab 2020 wurden einzelne Maschinen in historischen Farbvarianten neu lackiert und mit dem Schriftzug „Miete oder kaufe mich“ als Werbeträger für das DB-Gebrauchtzugportal versehen. 111 174 erhielt hierbei eine ozeanblau-beige Lackierung, 111 111 wieder das S-Bahn-Farbschema kieselgrau-orange. Es wurden auch Maschinen in Bundesbahn-Farbvarianten gestaltet, welche nicht bei Maschinen der Baureihe 111 verwendet wurden. So wurde 111 212 in den Farben der Trans-Europ-Express-Züge lackiert und 111 074 im Touristikzug-Design gestaltet.

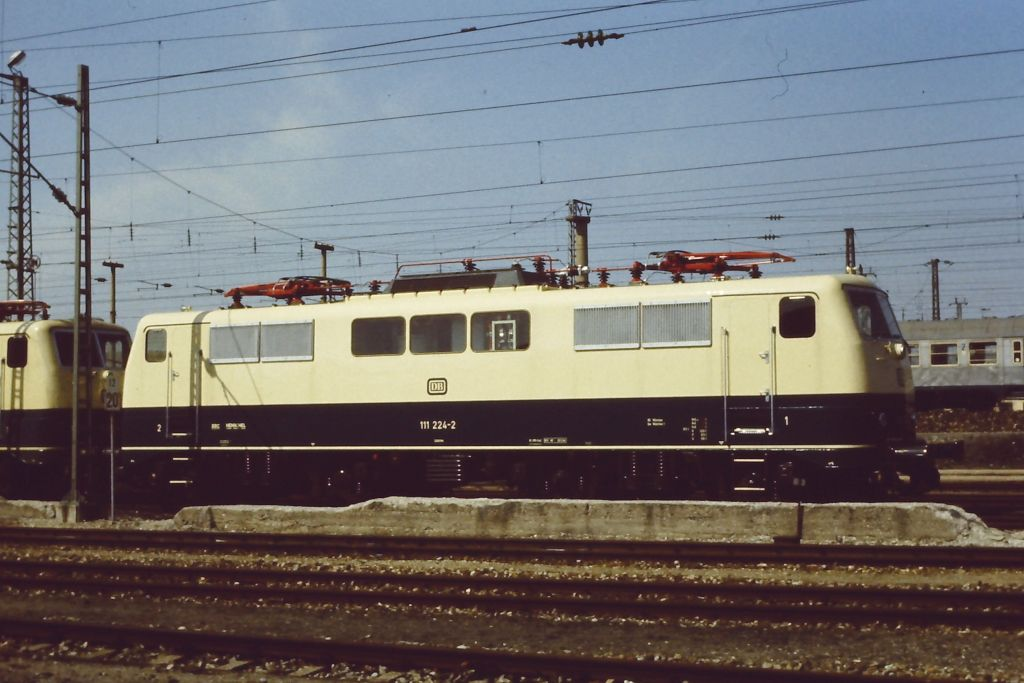
111 224 ozeanblau-beige frisch ausgeliefert 1984 in München
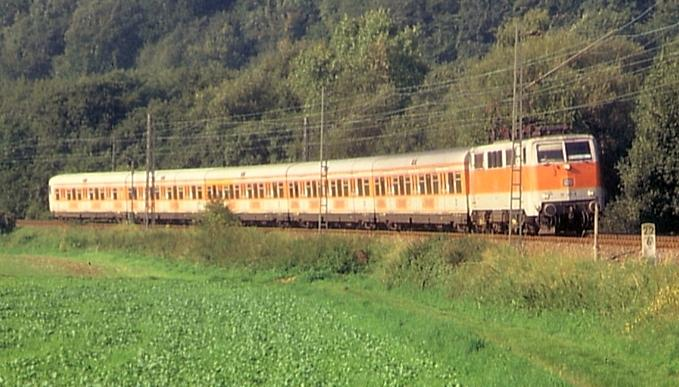
111 in S-Bahn-Lackierung
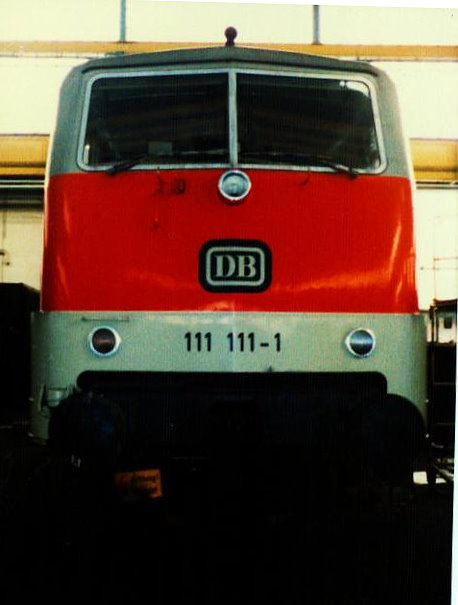
111 111 im AW München-Neuaubing (April 1984)
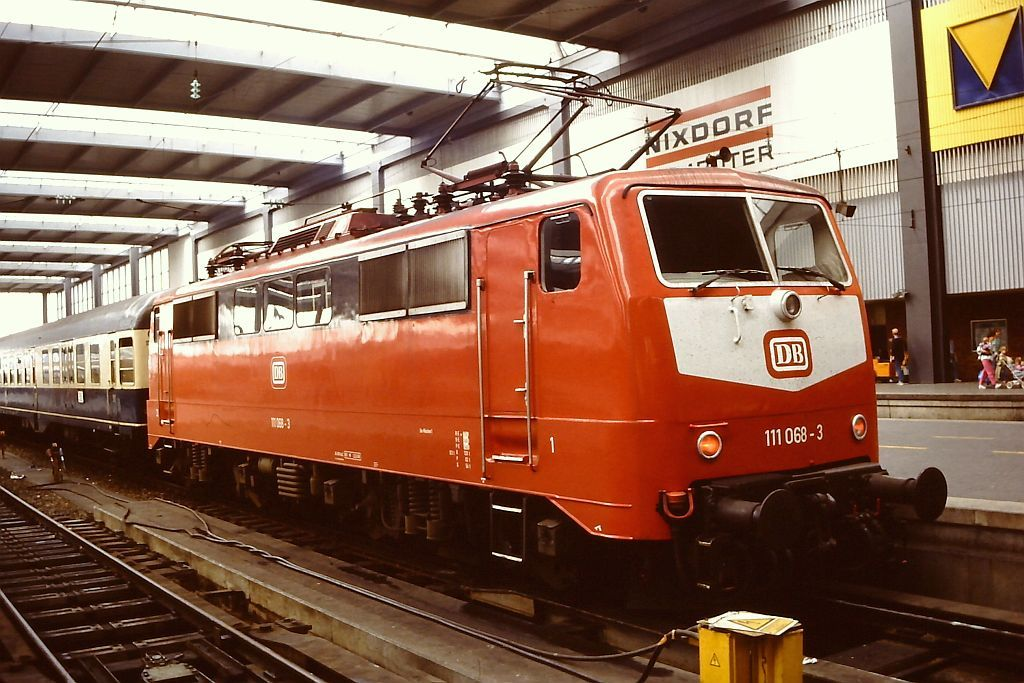
111 068, die erste orientrote 111, in München Hbf
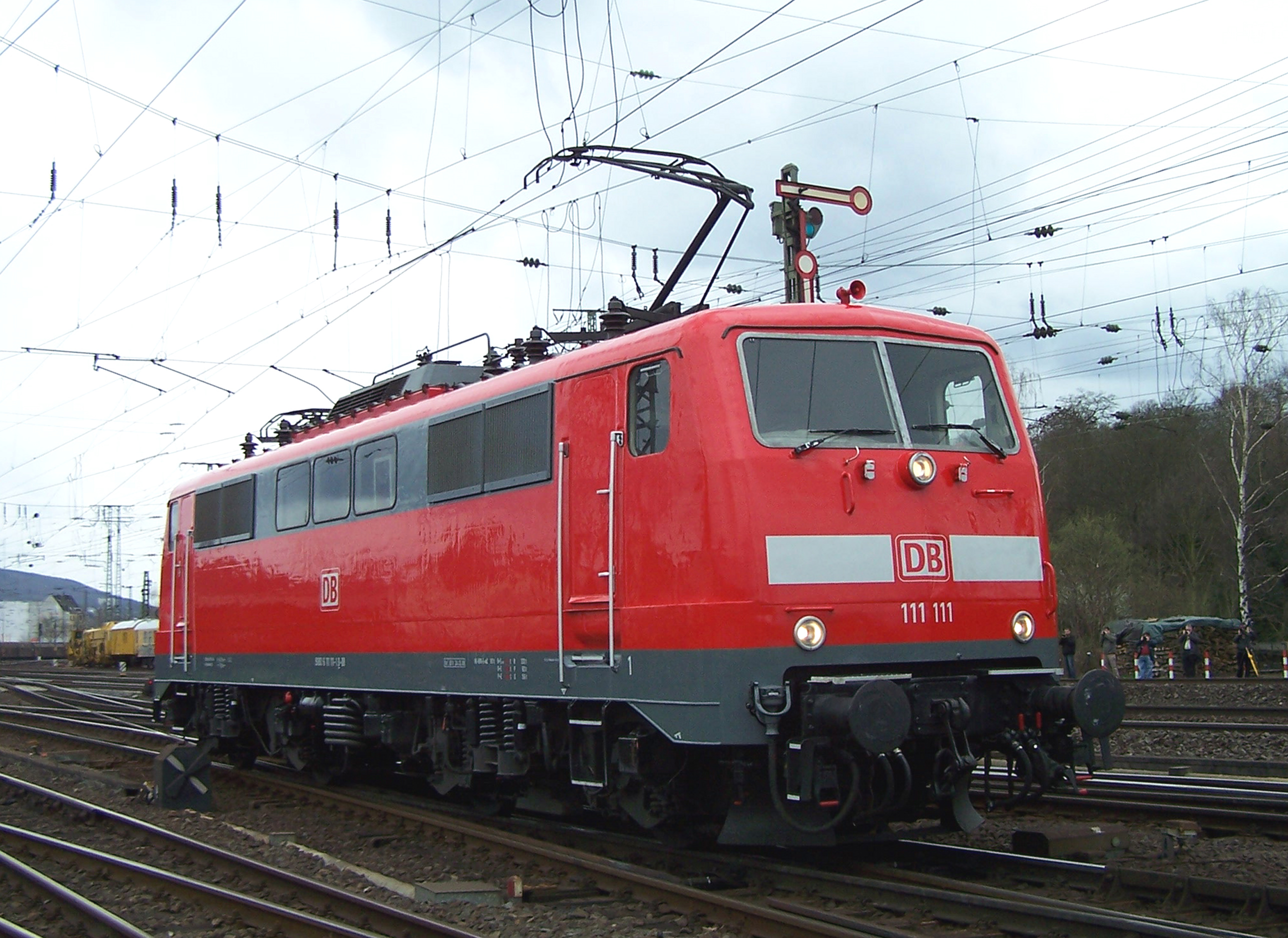
111 111 im verkehrsroten Anstrich im DB Museum in Koblenz-Lützel
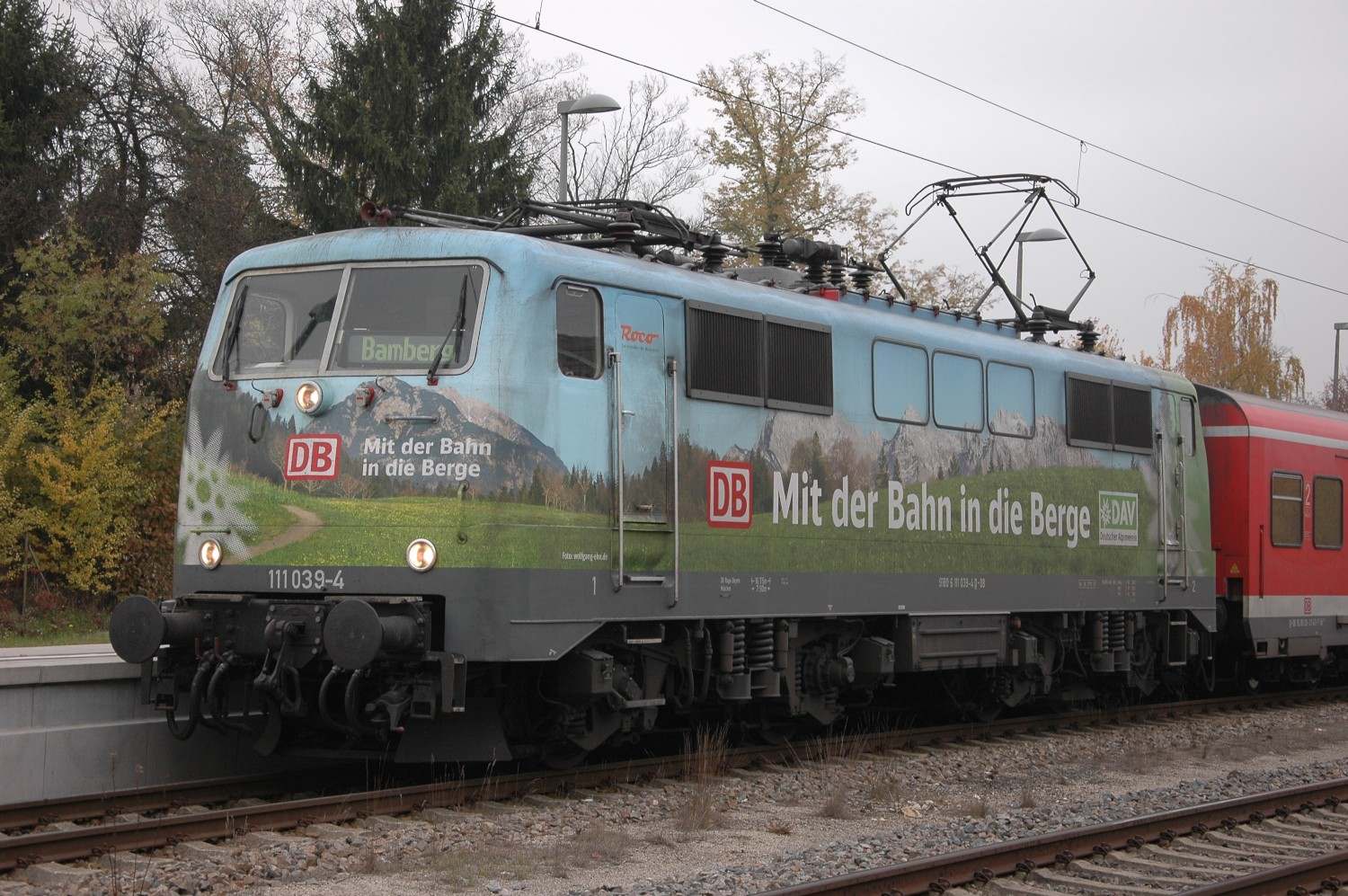
111 039 als Werbelok für den DAV: „Mit der Bahn in die Berge“ (2011)
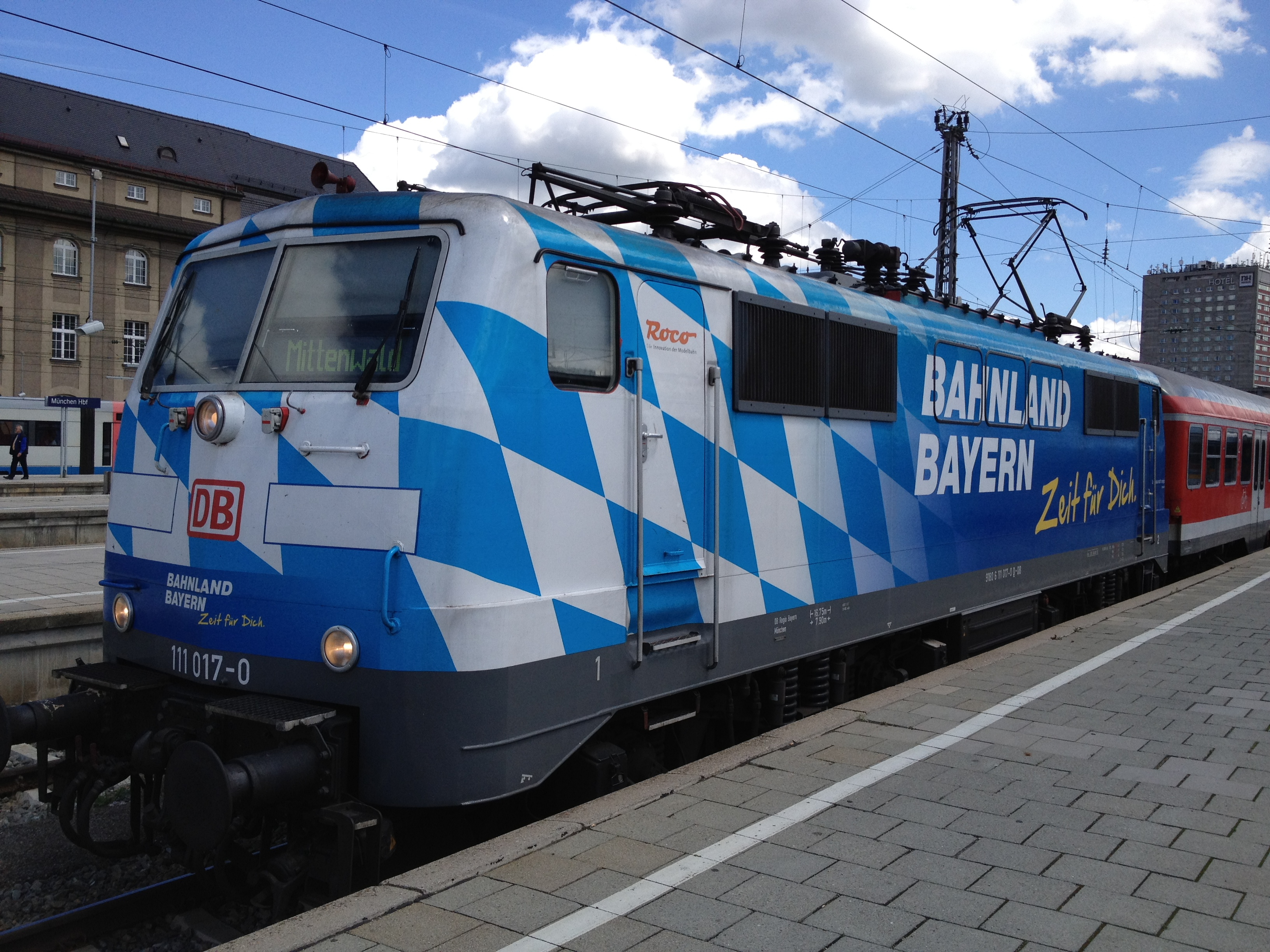
111 017, Variante „Bahnland Bayern“
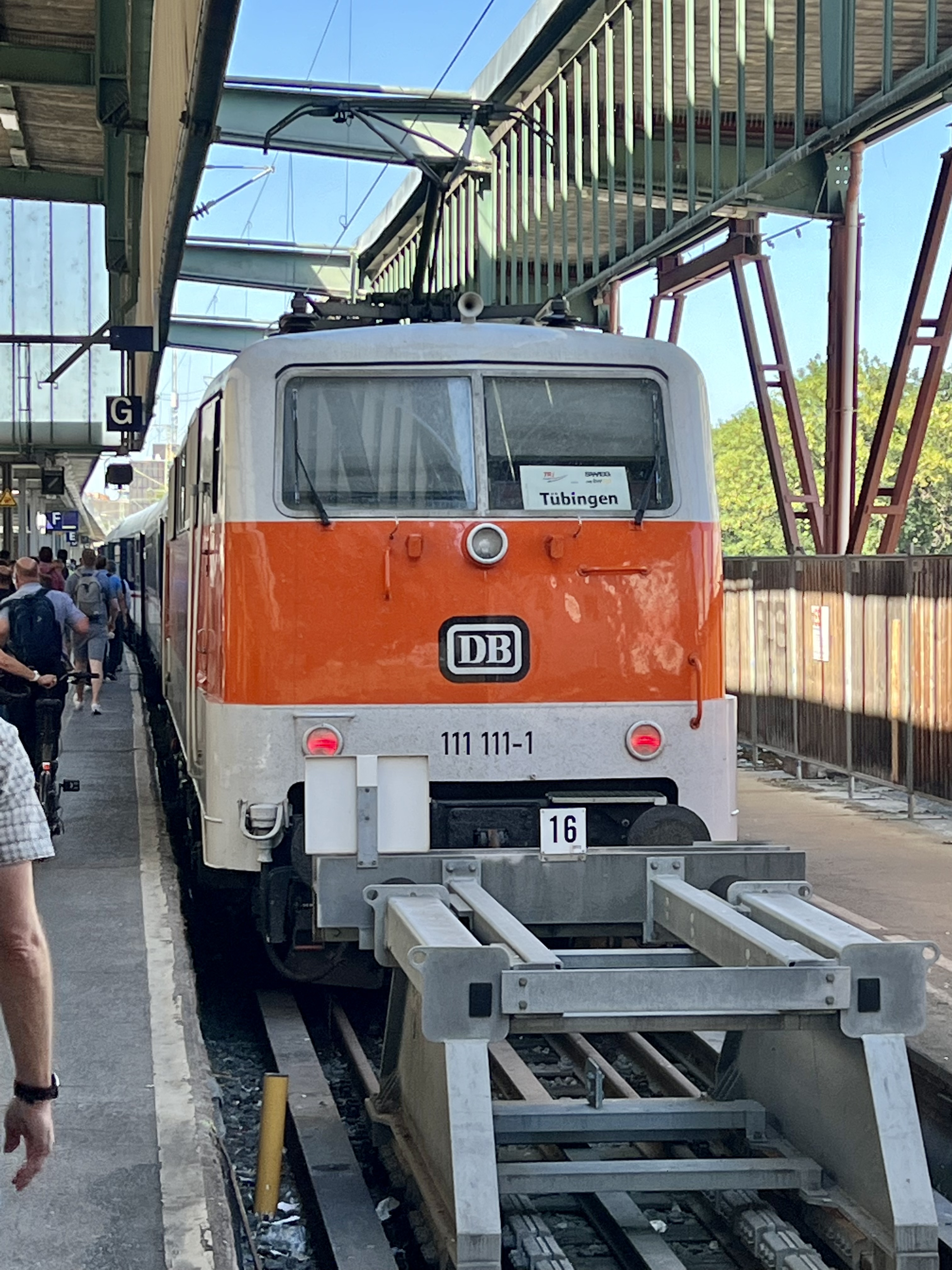
111 111 in reinorange/kieselgrauer Pop-Lackierung (Juli 2022 Stuttgart Hbf)
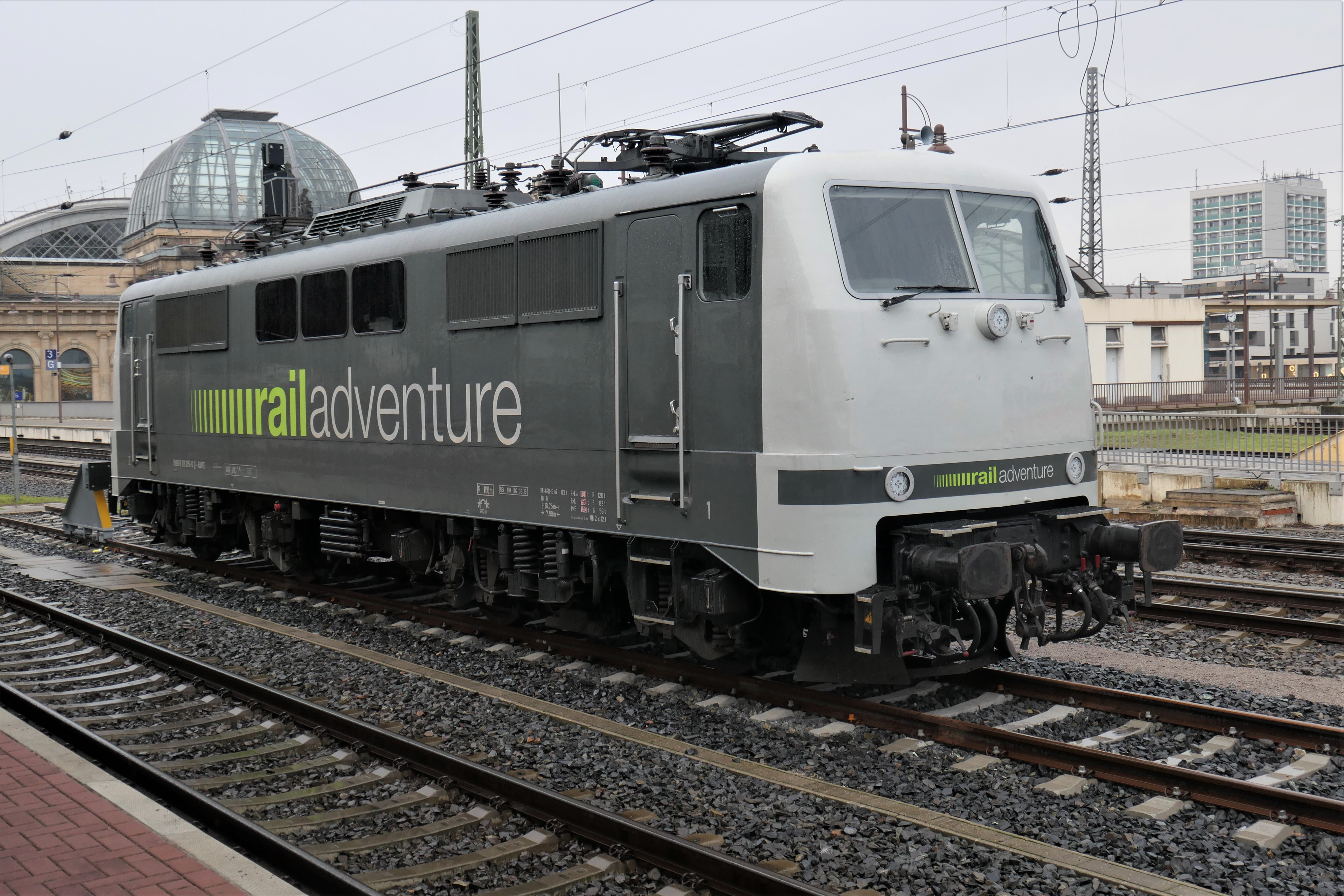
111 215 von Railadventure abgestellt in Dresden Hbf (Januar 2023)
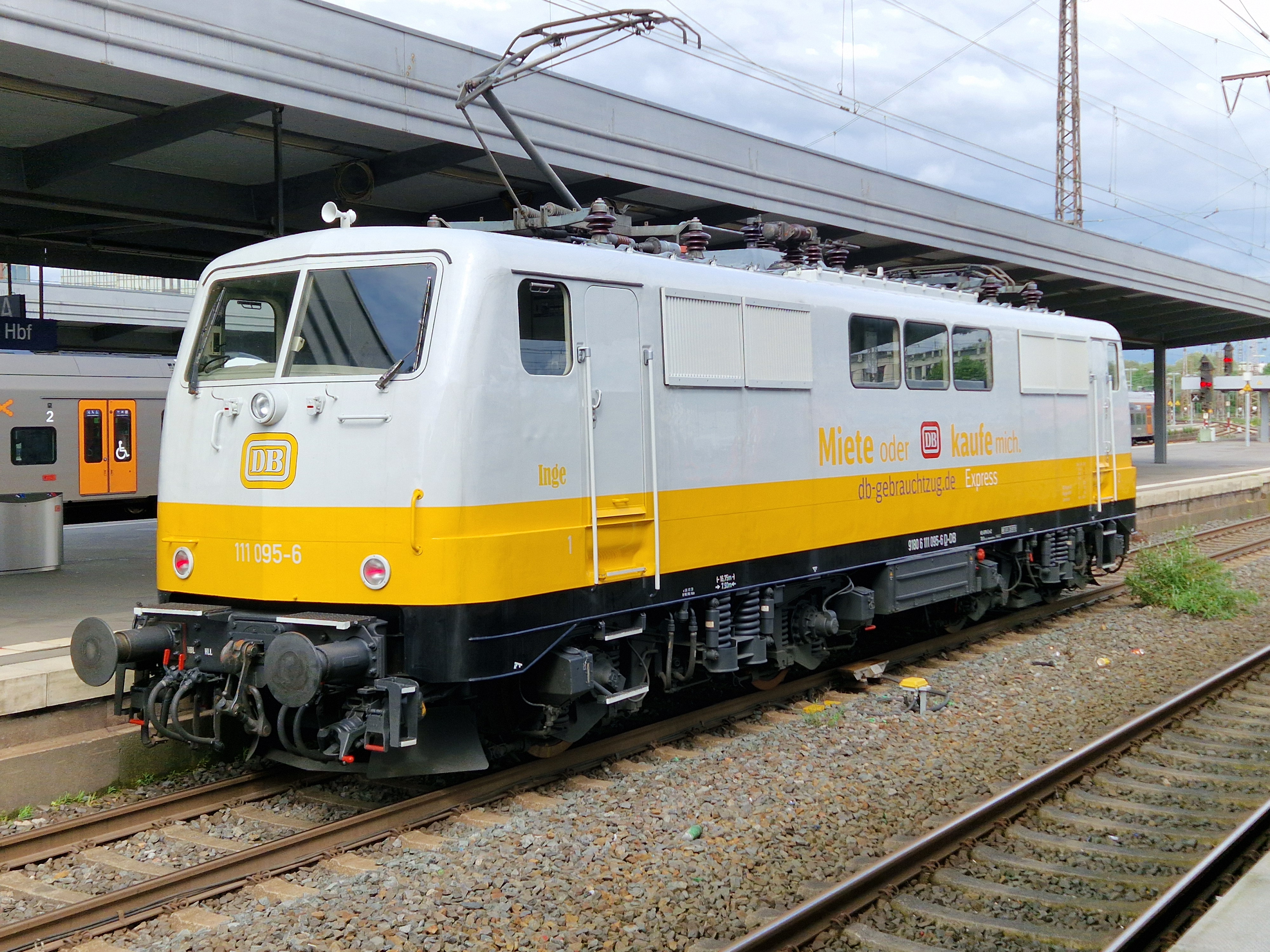
111 095 mit Werbelackierung für das DB Gebrauchtzugportal, 2024

## Andere Gesellschaften
Inzwischen wurden auch bei der Deutschen Bahn ausgemusterte Lokomotiven an andere Bahnunternehmen verkauft. Seit 2018 sind 111 210, 215 und 222 bei RailAdventure im Einsatz. Sie wurden dazu untersucht und modernisiert, unter anderem mit einer Klimaanlage im Führerstand und Neulack in grau/weiß. Ferner befinden sich die Lokomotiven 111 056 sowie 111 200 bei der Gesellschaft für Fahrzeugtechnik mbH in Crailsheim. Die Lokomotiven wurden dort im Sommer 2019 für Charter- und Ersatzverkehre reaktiviert.

### Bestand

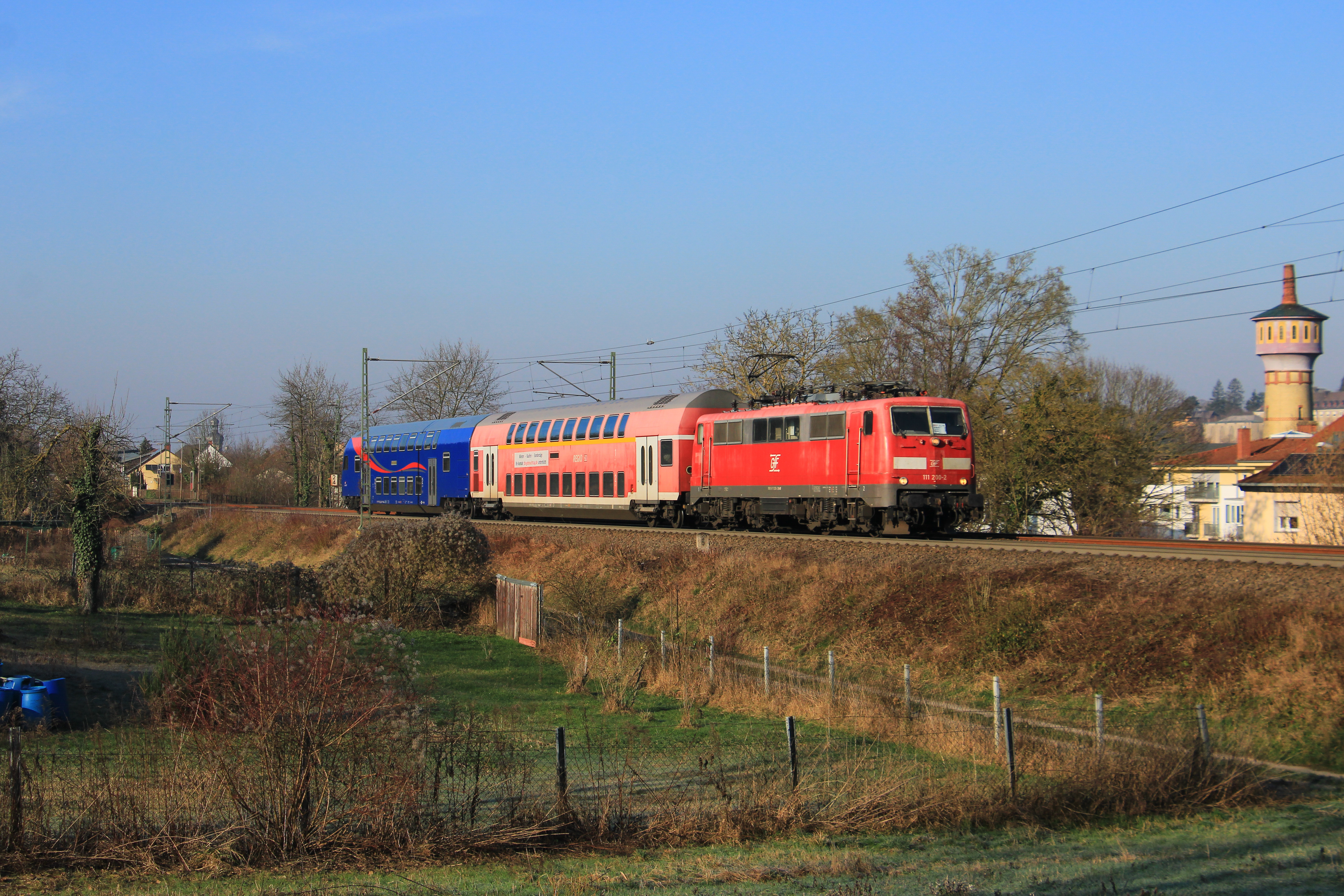
GfF 111 200 mit einem Ersatzzug der TRI Train Rental International beim Haltepunkt Bruchsal Schlachthof

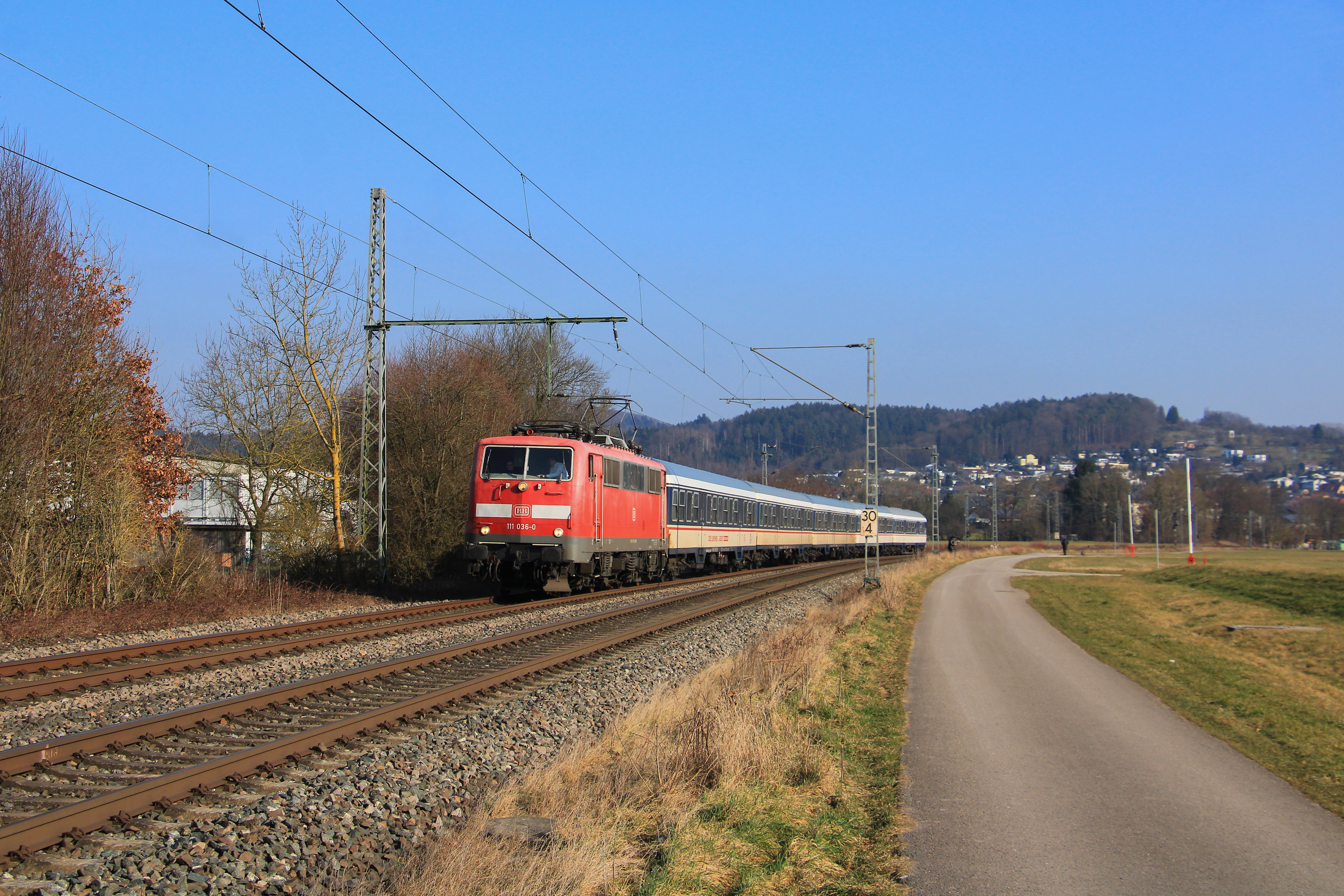
111 036 der BayernBahn im Einsatz für die TRI Train Rental International GmbH im Stuttgarter Ersatzverkehr

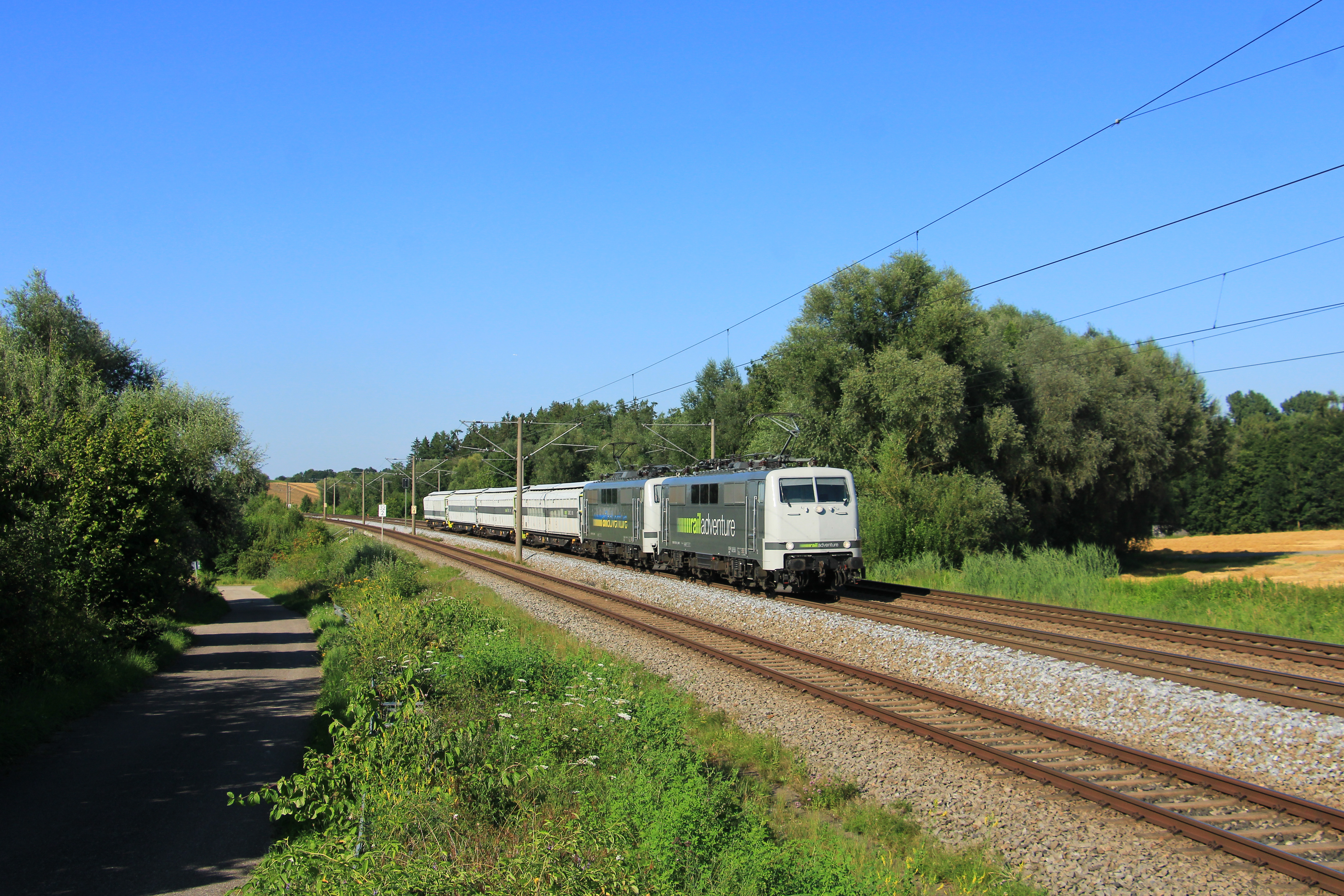
Railadventure 111 215 und 082 mit einer Überführung mehrerer Kuppelwagen

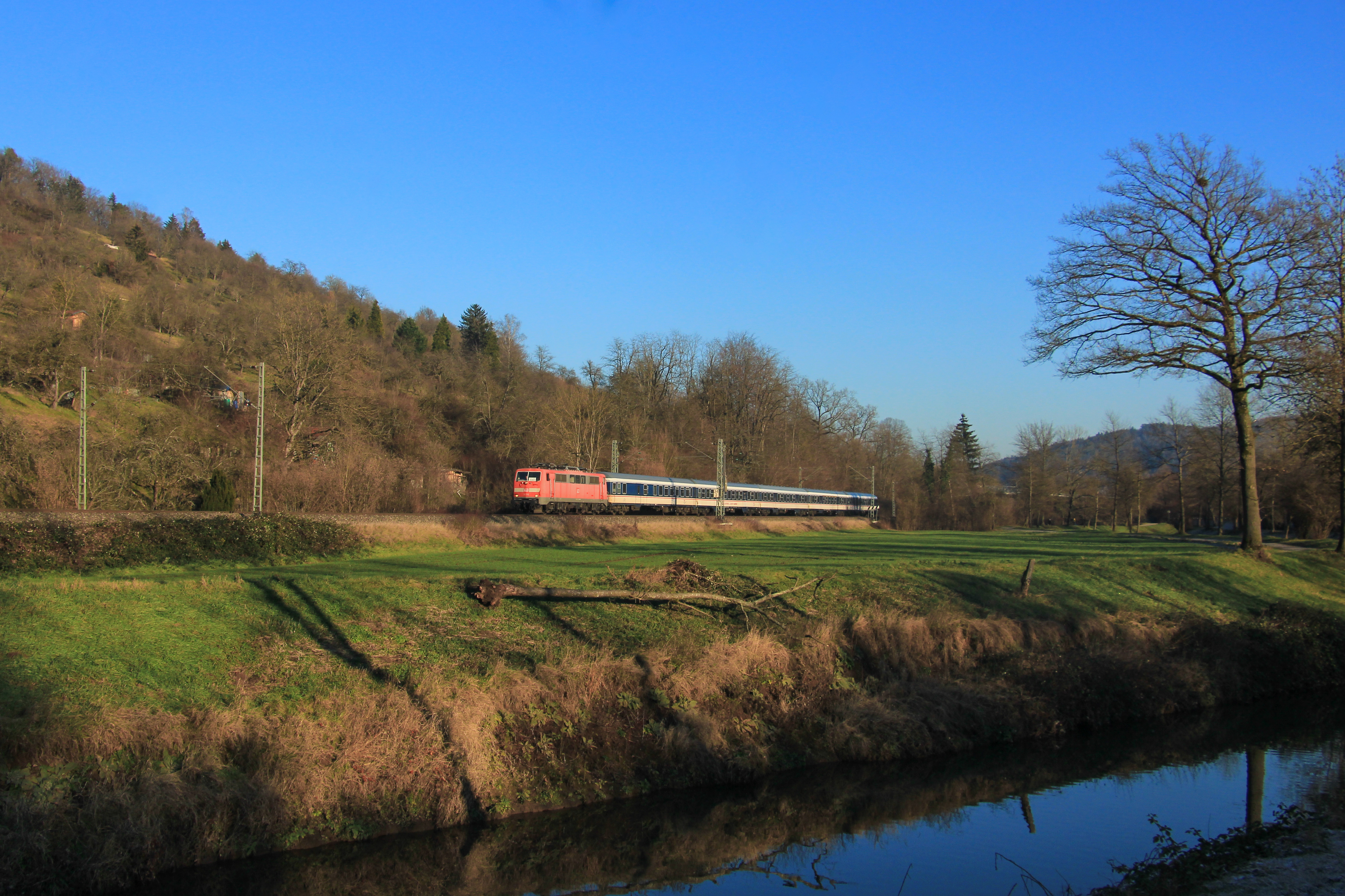
TRI 111 112 noch in Verkehrsrot mit einem MEX 13-Ersatzzug Aalen–Stuttgart

Bestand der Baureihe 111 bei Privatbahnen (Stand: November 2021):
| Fahrzeugnummer (91 80 6xxx xxx-x) | Betreiberbezeichnung | Betreiber (VKM-Kürzel) | Bemerkung |
| --------------------------------- | -------------------- | ---------------------- | --- |
| 111 003-0                         | /                    |                        | verkehrsrot, Bestand DB Regio AG, Dauerleihgabe an Verein zur Erhaltung historischer Lokomotiven e. V., Euskirchen, nicht betriebsfähig |
| 111 017-0                         |                      | ZUG                    | Helrom-Lackierung, betriebsfähig |
| 111 025-3                         | 111 025-3            | TFT                    | ozeanblau/beige, Train4Train, betriebsfähig                                                                                             |
| 111 027-9                         | 111 027              | TRI                    | Hausfarben (Blau/weiß), steht wieder in Betrieb                                                                                         |
| 111 029-5                         | /                    | RADVE                  | RADVE-Lackierung, betriebsfähig |
| 111 036-0                         | 111 036-0            | BYB                    | verkehrsrot, betriebsfähig |
| 111 049-3                         | 111 049-3            | GfF                    | Lufthansa-Airport Lackierung, betriebsfähig                                                                                             |
| 111 054-3                         |                      | TRI                    | stahlblau, betriebsfähig |
| 111 056-8                         | 111 056-8            | GfF/GfE                | verkehrsrot, betriebsfähig |
| 111 057-6                         | 057                  | ZUG                    | Purpurrot/beige „Pünktchen“, smart rail, Neubiberg, betriebsfähig                                                                       |
| 111 065-9                         | Annabell             | ZUG                    | blau, Rahmen grau, Rail Bavaria Logistik, betriebsfähig                                                                                 |
| 111 066-7                         |                      | ZUG                    | Purpurrot/beige „Pünktchen“, smart rail, Neubiberg, betriebsfähig                                                                       |
| 111 075-8                         |                      | ZUG                    | MAX-BOEGL Werbung, smartrail, betriebsfähig                                                                                             |
| 111 080-8                         |                      | ZUG                    | Blau, Rail Bavaria Logistik, betriebsfähig                                                                                              |
| 111 082-4                         | 111 082-4 D-RADVE    | RADVE                  | RADVE-Lackierung, betriebsfähig |
| 111 094-9                         |                      | ZUG                    | verkehrsrot, abgestellt |
| 111 107-9                         | Niklas               | ZUG                    | blau, Rahmen grau, Rail Bavaria Logistik, nach Brand zerlegt                                                                            |
| 111 108-7                         | 108                  | ZUG                    | purpurrot/beige, smart rail, Neubiberg, betriebsfähig                                                                                   |
| 111 112-9                         | 111 112              | TRI                    | verkehrsrot, betriebsfähig |
| 111 130-1                         | 111 130              | TRI                    | Hausfarben (Blau/weiß), steht kurz vor der Wiederinbetriebnahme                                                                         |
| 111 149-1                         |                      | ZUG                    | verkehrsrot, abgestellt |
| 111 150-9                         |                      | ZUG                    | verkehrsrot, Ersatzteilspender, nicht betriebsfähig                                                                                     |
| 111 183-0                         |                      | TRI                    | verkehrsrot, in Aufarbeitung |
| 111 185-5                         | 111 185-5            | SVG                    | kieselgrau/orange, betriebsfähig |
| 111 198-8                         | 111 198-8            | ZUG                    | verkehrsrot, Ersatzteilspender, nicht betriebsfähig                                                                                     |
| 111 200-2                         | 111 200-2            | GfF/GfE                | verkehrsrot, betriebsfähig |
| 111 207-7                         | 111 207-7            | TFT                    | orientrot, betriebsfähig |
| 111 209-3                         |                      | ZUG                    | verkehrsrot, abgestellt |
| 111 210-1                         | /                    | RADVE                  | RADVE-Lackierung, betriebsfähig |
| 111 213-5                         | 213                  | ZUG                    | purpurrot/beige „pünktchen“, smart rail, Neubiberg, betriebsfähig                                                                       |
| 111 215-0                         | 111 215-0 D-RADVE    | RADVE                  | RADVE-Lackierung, betriebsfähig |
| 111 216-8                         | 216                  | ZUG                    | purpurrot/beige „pünktchen“, smart rail, Neubiberg, betriebsfähig                                                                       |
| 111 222-6                         | 111 222-6            | RADVE                  | RADVE-Lackierung, betriebsfähig |
| 111 223-4                         | 223                  | ZUG                    | blau/beige „pünktchen“, smart rail, Neubiberg, betriebsfähig                                                                            |
| 111 226-7                         | 226                  | ZUG                    | purpurrot/beige, smart rail, Neubiberg, betriebsfähig                                                                                   |